# История Рима

Рим в 753 году до н. э.

История Рима — ниже представлена краткая история города Рим.
Вторую плюсневую кость (SdD2) и фрагмент бедренной кости человека вида Homo heidelbergensis найденные в Седия дель Дьяволо, датируют возрастом 295–290 тыс. лет назад.
История охватывает 2800 лет существования города, который вырос из маленькой деревни, появившейся в IX веке до н. э. Сегодня это столица Италии, региональный политический и культурный центр, считающийся некоторыми одним из красивейших городов мира. На территории Рима находится ассоциированное с Италией карликовое государство-анклав Ватикан, являющееся центром католического мира. Целых 12 веков Рим был центром древней цивилизации. Традиционной датой основания Рима считается 21 апреля 753 года до нашей эры.

## Периодизация
- без точной датировки — основание Рима как поселка племени латинов
- 753—509 до н. э. — Царский Рим
- 509—27 до н. э. — столица Римской республики
- 27 до н. э. — 395 н. э. — столица Римской империи
- 395—476 — столица Западной Римской империи
- 476—493 — в составе королевства Одоакра
- 493—555 — крупнейший город (но не столица) Королевства остготов
- 568—774 — в составе Королевства лангобардов
- 756—1870 — центр де-юре суверенной Папской области, которая, тем не менее, оказывалась в составе более крупных государств
- 774—843 — в составе империи Карла Великого
- 855—1014 — в составе Итальянского королевства
- 1014—1274 — в составе Королевства Италия Священной Римской империи
- 1274—1870 (с перерывами в эпоху французских революционных войн) — суверенная Папская область
- 1870—1946 — столица Королевства Италия
- с 1946 — столица Итальянской республики

## Древний Рим
В истории роста древнего Рима как города можно отметить несколько эпох, соответствующих эпохам территориального и государственного развития римского государства. Первая эпоха представляет жизнь города до укрепления его так называемой Сервиевой стеной и соответствует так называемому царскому периоду истории Рима, вторая заканчивается строительной деятельностью Цезаря и соответствует эпохе постепенного превращения города-государства в империю; третья охватывает время первых императоров до Септимия Севера; четвёртая — время до V в. н. э. О численности населения Рима в республиканскую и императорскую эпохи нет точных сведений; Белох определяет население Рима во времена Суллы в 400 тыс., а в II—III вв. н. э. — в 800 тыс. человек.

### Царский период

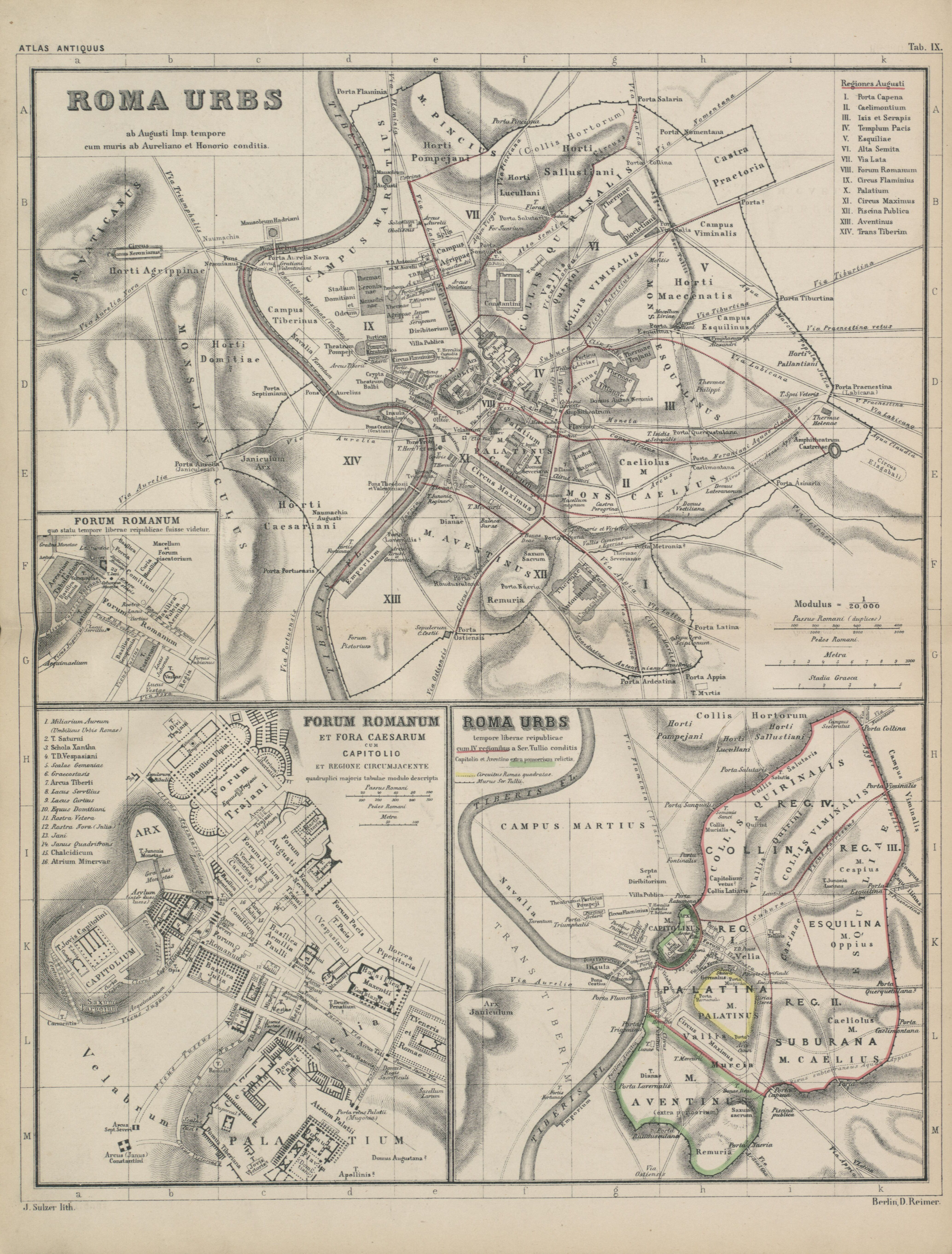
Карта города из атласа «Atlas antiquus. Zwölf Karten zur Alten Geschichte» изд. 1870 г.

Древнейшие поселения из хижин, относящиеся к культуре железного века, скорее всего появились на месте Рима задолго до VIII века до н. э. Они выросли на холмах вокруг долины, лежащей у реки Тибр.
Об основании Рима известно только благодаря легендам и гипотезам, частично основанным на аналогиях. По наиболее распространенному ныне преданию, Рим был основан Ромулом 21 апреля 753 года до н. э.. Как-то раз Ромул и Рем начали спорить на холме Палатин по поводу того, где основать город, и решили использовать гадание по полету птиц. Над Ремом пролетело 6 коршунов, а над Ромулом — 12. Ромул начал делать борозды, а Рем прыгал через них. Ромул заявил, что это святотатство и убил Рема, сказав: «Так будет с каждым, кто перейдет стены моего города». Есть также версия, что Ромул сказал «Границу моего города никто не переступит», а это была всего лишь черта и немного камней. Рем засмеялся и перепрыгнул через черту, после чего был убит братом. Так был основан Рим. Ромул и стал его первым царём. Эту дату приводит историк Марк Теренций Варрон. До него римляне называли различные даты в промежутке между 758 и 728 годами до н. э.
Несомненно, что центром Рима был Палатинский холм и обе его вершины Палатий и Цермал; к нему ведут как все легенды о начале Рима, так и положение холма в центре римской системы холмов и его конфигурация, делавшая его наиболее недоступным. Несомненно, однако, и то, что Рим был не единственной общиной, существовавшей, в отдалённой древности, в пределах нынешнего города. На противоположном Палатину Квиринале издавна жила другая община, может быть, другой национальности. Существовали ли отдельные общины и на других холмах — сказать невозможно. Литературное предание сохранило, основываясь на религиозных обрядах, сохранившихся от древнейшего времени (в историческое время жреческая коллегия luperci — волчатники — обегала кругом древний палатинский город), точные данные о сакральной границе палатинского города (pomerium); монументальное предание указывает ход действительных укреплений. Сакральная граница шла у подножия Палатина.
|                                                          |           |         |       |          |
| Авентин                                                  | Капитолий | Палатин | Целий | Эсквилин |
| - На Викискладе есть медиафайлы по теме Семь холмов Рима |           |         |       |          |

Территория города представлялась римлянам, как и всякий священный участок, квадратом; отсюда имя палатинского города — Roma quadrata; известны четыре угла этого квадрата, что позволяет определить и истинную форму первоначального Рима, приближавшуюся, вероятно, более к трапеции, чем к квадрату. По аналогии с другими старолатинскими городами можно думать, что укрепления города шли поверх холма и состояли отчасти из искусственных сооружений (возможно, вала). В иных местах работа фортификации ограничивалась обтёсыванием и без того крутых склонов. Эти укрепления сохранились, в больших кусках, и до нашего времени. Так называемые fondi di capanne — углубления в почве, на которых стояли круглые мазанки древних латинов, и надгробные урны, имитирующие эти мазанки, с их широкими дверьми и конической крышей, — дают нам представление о тех жилищах, которые покрывали плато Палатина. Ту же форму имели, вероятно, и святилища, как показывают позднейшие круглые храмы старолатинских божеств и жилища верховного жреца и царя. Воспоминание об этом сохранилось в реликвиях позднего происхождения, каковы шалаш Фаустула и дом Ромула, сохранявшиеся до IV века н. э. Возможно, что наряду с круглыми мазанками на Палатине рано стали строить и четырёхугольные жилища. Может быть, уже палатинский город связан был с противоположным берегом Тибра деревянным мостом, выстроенным ещё тогда, когда ни железные, ни бронзовые гвозди не были в употреблении (поздн. pons Sublicius). В связи с палатинским городом стояли, вероятно, и две древнейшие дороги, позднее улицы: Новая и Священная; но ни их отношение к городу, ни их связь между собой до сих пор ещё не ясны. Среди позднейших укреплений сохранились, вероятно, старые ворота города (porta Mugonia, porta Romanula). Неизвестно, долго ли существовала небольшая палатинская община в своем первоначальном объёме.
В следующей стадии развития укрепленный город сильно разросся и охватил собой уже 7 холмов — Septimontium, — частью окружённых земляным валом (murus terreus). О существовании этой стадии свидетельствуют религиозные обряды, в которых 7 гор являются одним целым. Только эти 7 холмов — отнюдь не общеизвестные Семь холмов Рима, а более мелкие деления, а именно, по свидетельству Антистия Лабеона — Палатий с Цермалом (две вершины Палатинского холма), Велия — холм между Палатином и Эсквилином, Фагутал-Карина (высота, на которой теперь стоит S. Pietro in Vincoli), Циспий и Оппий — две вершины Эсквилина, и Субура, западный склон последних и долина между ними (может быть вместо последней надо вставить часть Целия — Sucusa). Вопрос о составе Септимонтия остается, впрочем, спорным; неясно также, как возник Септимонтий — соединением ли общин, сидевших на отдельных вершинах, или расширением палатинской общины; вероятнее последнее. И предание, и топографические данные ясно говорят о существовании города, омываемого двумя ручейками (в долинах Velabrum и vallis Murcia) и занимавшего трапецеидальное плоскогорье, столь обычное в римской Кампанье и столь удобное для возникновения укреплённого центра. Жители общины, возникшей на Квиринале (collis Quirinalis или просто collis; отсюда название жителей общины — Collini), когда-то соединились с соседями (montani), и из этого соединения возник город, носящий в современной науке имя города четырёх кварталов (urbs quattuor regionum). Три из них — regio Palatina, Esquilina и Suburana — принадлежали старому городу, четвёртый составила новая община — regio Collina.
И об этом городе имеются лишь смутные воспоминания в позднейших религиозных обрядах. Главным свидетельством о его существовании является то, что сакральная граница города (померий) до времён Суллы охватывала лишь город четырёх кварталов. Памятников этого периода жизни Рима не сохранилось; из памятников, упоминаемых преданием, к этому периоду обыкновенно относят святилища загадочных Аргеев, которые ежегодно в историческое время обходила торжественная процессия. Древнее происхождение процессии Аргеев, однако, оспаривается, и не без веских оснований. Город четырёх кварталов топографически и стратегически не был цельным созданием; в его состав не входили такие важные в стратегическом отношении и тесно соединенные топографически с территорией древнего города пункты, как Капитолий и Авентин. Поэтому, вероятно, первая после соединения общин попытка серьёзно укрепить город привела к расширению его территории, несоразмерному с количеством населения, но необходимому со стратегической точки зрения. Размеры этого нового укреплённого города нам точно известны, так как его укрепления частью сохранились и до нашего времени: это — так называемая Сервиева стена, построение которой римская историческая наука ошибочно приписывала царю Сервию.
Римские историки называют семь царей. Первым был Ромул, вторым — Нума Помпилий, который, в отличие от Ромула, правил мирно и дал Риму первые законы, причем его советницей была нимфа Эгерия. Третий царь — Тулл Гостилий, четвёртый — Анк Марций, пятый — Тарквиний Древний, затем Сервий Туллий и Тарквиний Гордый. Он, согласно легендам, вступил на престол через труп убитого предшественника, правил жестоко, и в конце концов был изгнан из Рима (согласно римским историкам — в 510 году до нашей эры). После этого в Риме была установлена республиканская система правления, в которой решающую роль играл сенат и два консула, избиравшиеся на год.

### Республиканский период

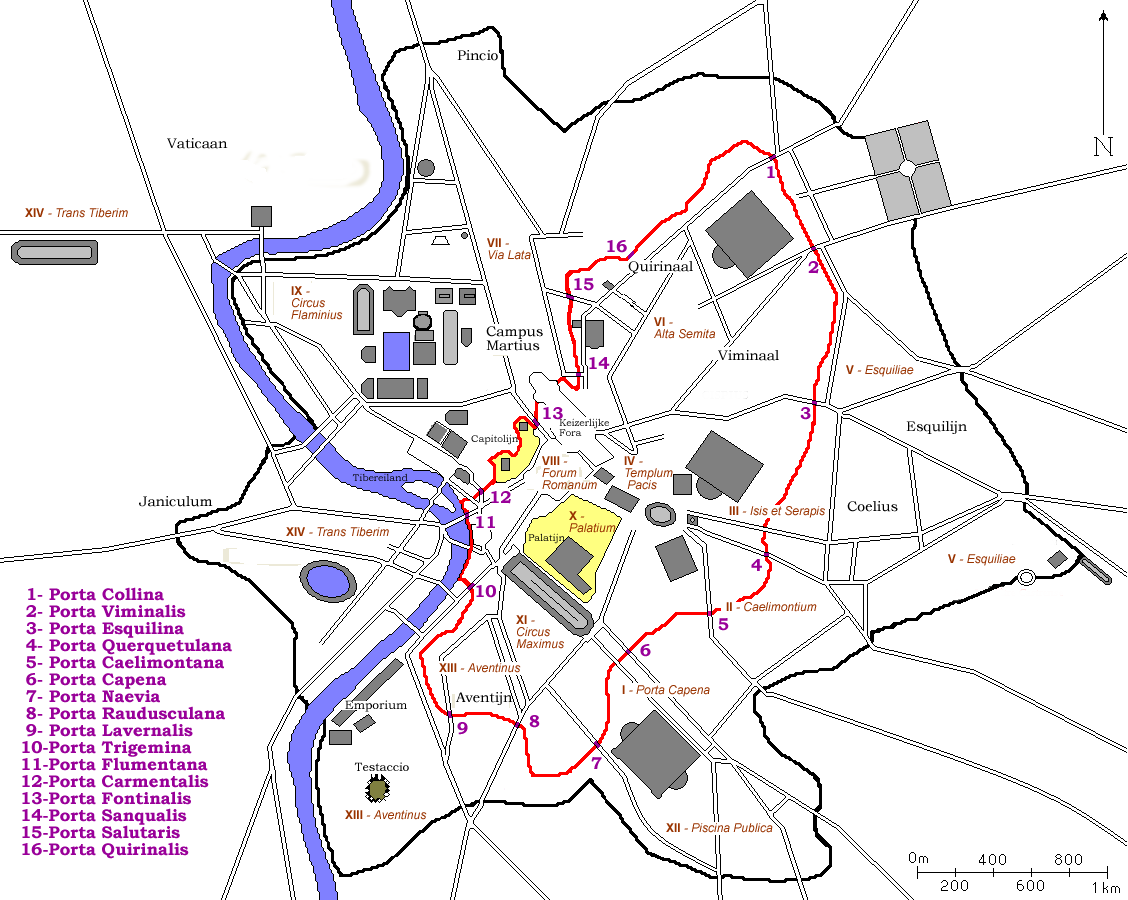
Стены Рима. Сервиева стена обозначена красным.

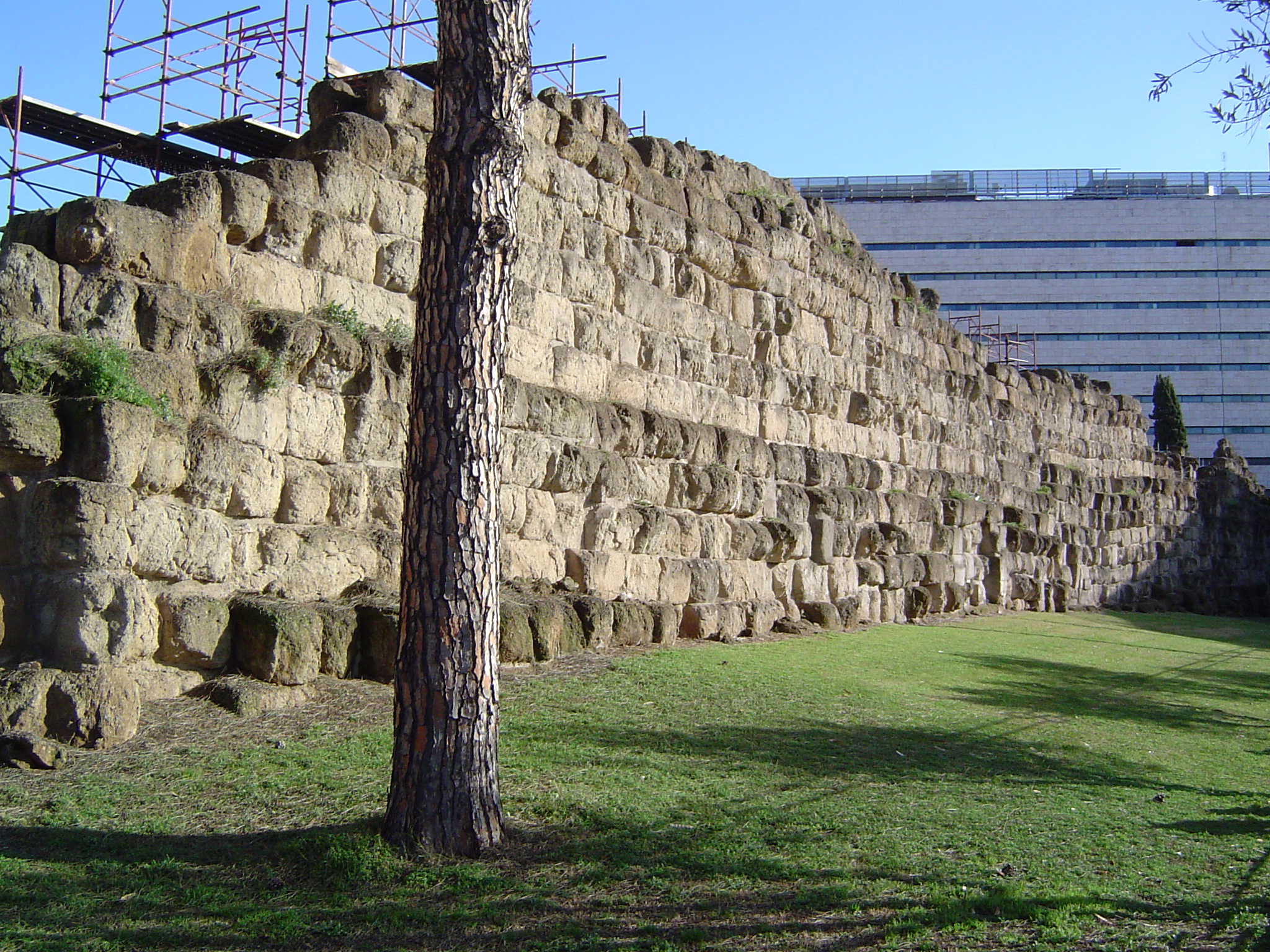
Сервиева стена близ вокзала Термини

Город в тех размерах, в которых он был обведён Сервиевой стеной, существовал до позднереспубликанского времени и вступил в новую фазу развития только при Августе. Время возникновения стены нам неизвестно; предание, относящее её к средине VI века до н. э., несомненно неправильно. Стена возведена гораздо позднее, как доказывает сравнение её с подобными постройками в Лации. Крупные крепостные сооружения были необходимы только в промежутках между холмами, то есть между Авентином и Целием и между Целием и Эсквилином. Наиболее трудно было укрепить Рим с той стороны, где Эсквилин уходит в Кампанью в виде широкого плато: здесь возник частью сохранившийся и до нашего времени знаменитый agger — вал, представляющий действительно грандиозное сооружение (земляная насыпь приблизительно 15 метров высоты и более километра длины была укреплена снаружи стеной 4-метровой толщины; перед стеной — ров в 9 м глубины и 30 м ширины). Изнутри вал также защищён был стеной и позднее пристроенным контрэскарпом. Со стороны Тибра укрепления доходили до самой реки, включая и часть берега реки, с единственным мостом древнего города. Многочисленные ворота (37) давали доступ в город. Важнейшие из них были: Капенские ворота, между Авентином и Целием, из которой выходила Аппиева дорога; Эсквилинские ворота перед началом вала, из которой выходила Тибуртинская дорога; Коллинские ворота, между Квириналом и Эсквилином, в конце вала, из которой вели Номентанская и Соляная дороги; porta Fontinalis (?) на северо-западе, откуда шла на север Фламиниева дорога, и, наконец, Тройные ворота, в два пролёта, у реки, там, где шла к морю Остийская дорога. В пределах стены отдельные холмы имели свои специальные укрепления, например Палатин, остатки стен которого, современные остаткам Сервиевой стены, сохранились до нашего времени, и Капитолий, одна часть которого носила даже техническое имя arx (укреплен он был весь). Остатки укреплений сохранились и на других холмах, особенно на Квиринале. Существование этих укреплений объясняется тем, что на холмах были укрепления и раньше, а также тем, что они были необходимы и укреплённому городу, у которого не было естественного акрополя.
При создании укреплений город отнюдь не был густо заселён; окраины его были покрыты по большей части лесом, что опять-таки требовало укрепления отдельных холмов. Внутри Сервиевой стены развивается республиканский Рим, создаются его главнейшие артерии, возникают главные площади и общественные здания, главным образом храмы.
Центральной площадью делается долина между Палатином и Квириналом, площадь — forum κατ'έςογήν. Отсюда расходятся важнейшие улицы: via sacra, поднимающаяся к главной святыне Рима — храму Юпитера Капитолийского, — параллельно ей, у подножия Палатина, via nova и др. Другой важной площадью внутри города был рынок на берегу Тибра — forum boarium, самая оживленная торговая часть города; по соседству, но вне стен города, в prata Flaminia, лежал овощной рынок — Forum Holitorium. По хребту старого города на Квиринале, параллельно друг другу шли две старые улицы: длинная (vicus longus) и патрициева (vicus patricius). На Авентине главной и самой старой улицей был clivus publicius, шедший от Тибра вверх к храму Дианы. На Тибре, с развитием города, возникают каменные мосты, сначала Эмилиев — pons Aemilius, а затем, через остров, два моста: Мост Фабричо и Мост Честио. Общественные постройки республиканского Рима — почти все религиозного характера: храмы и храмики, курии — места для собраний священных коллегий, жертвенники и алтари. Всё это — не монументальные, богатые постройки, а скромные здания, с глиняными раскрашенными украшениями.

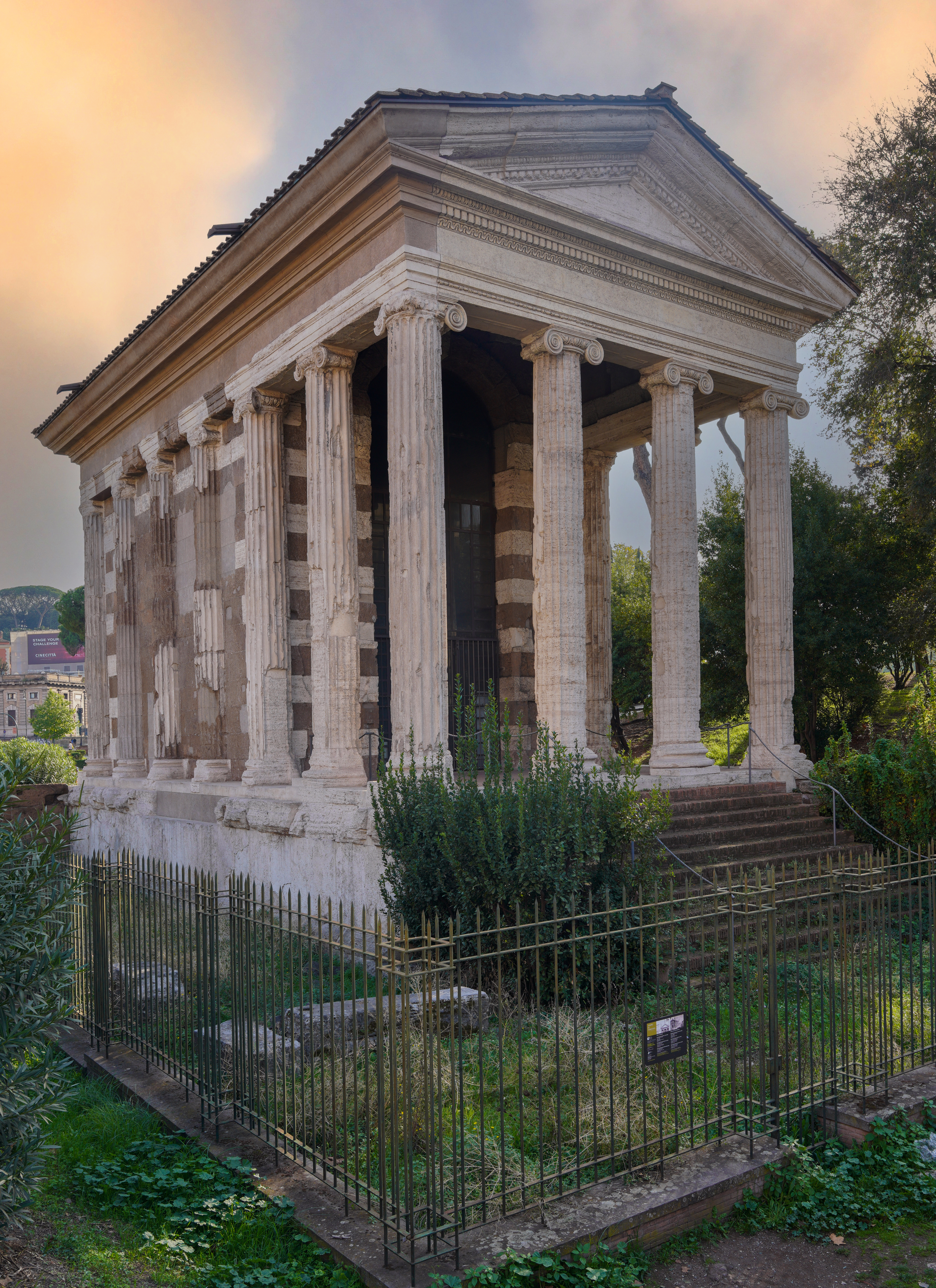
Храм Портуна, ок. 100 года.

Количество храмов республиканского Рима доказывает глубокую религиозность римского народа; в каждой части города можно, на основании далеко неполного предания, насчитать по несколько крупных святилищ. Особенно богат был старыми культами, большей частью иноземного происхождения, Бычий форум. Здесь локализировалась легенда о пребывании Геракла в Италии (древняя ara maxima, посвящённая Геркулесу, и круглый его храм неподалёку от алтаря). Здесь же находился храм древней триады Ceres, Liber, Libera, построенный, по преданию, в 496 году. Сохранившийся четырёхугольный храм республиканского времени — храм Портуна — не может быть идентифицирован ни с одним из названных в литературе храмов этой эпохи. Вне священных границ города нашли приют в гостеприимном для чужеземных богов Риме и латинская Диана на Авентине, и греческий Аполлон, в prata Elaminia, и соплеменный ему Меркурий в долине цирка, и Асклепий (Aesculapius) на острове Тиберина (в 291 году до н. э.). Пленная Минерва (Minerva capta) из Фалерий поселилась на Целии, Минерва-лекарша (medica) — на границе померия, у восточного склона Оппия.
Гораздо менее засвидетельствованы нам постройки светского характера республиканского времени, особенно те, которые принадлежат глубокой древности. Кроме здания сената, трибуны для речей (поздн. ростра) и места, где выступали иностранные послы (graecostasis), — сооружений, тесно связанных с политической жизнью Рима и поэтому относимых к седой древности, — о других общественных постройках светского характера до III века до н. э. нет свидетельств. Нельзя назвать постройкой приспособление для зрелищ в долине между Авентином и Палатином (Большой цирк, Circus Maximus). Только когда город вырос, когда у общины появились крупные средства, когда и частные лица приобрели большие состояния, началась в Риме эра общественных построек. Начало им положил Аппий Клавдий проведением первого водопровода через Авентин в торговую часть города (aqua Appia), в 312 году. Через 40 лет возникает новый водопровод (Anio Vetus); 150 лет Рим довольствуется этими двумя водопроводами, пока в конце второго и в первом веках не появляются, один за другим, три новых водопровода. Первое постоянное здание для зрелищ — Circus Flaminius — было выстроено только в 221 году, первые крытые рынки и места для собрания деловых людей и тяжущихся (базилики) — в начале второго века (базилика Порция — в 184 году, basilica Fulvia — в 179 году, базилика Семпрония — в 171 году); может быть, ещё раньше возник macellum — бойня и мясной рынок. С первым известным нам портиком — porticus Minucia (110), на Марсовом поле — связываются, по-видимому, хлебные раздачи народу. Первый постоянный театр построен был только Помпеем.
Первоначально большие части городской территории покрыты были рощами; на холмах высились жилища-крепости знатных родов. С развитием демократии они исчезают, и Рим принимает всё более городской вид. Главные улицы застраиваются домами и лавками; жилища, особенно у реки, быстро переходят за городскую черту, создавая предместья. Аристократия строит обширные дома с садами и парками; границы померия и стен становятся стеснительными. Рим начинает расти вверх, особенно в тех частях, где жил небогатый люд. Возникает тип домов, состоящих из отдельных квартир (insulae); он господствует и в императорское время. Застраиваются, кроме долин, и склоны холмов. Особенно ценятся склоны Капитолия, Палатина и места, прилегающие к форуму. Общий вид города далеко не привлекателен: узкие, по большей части немощёные улицы с недостаточной канализацией; на склонах холмов часто ступенчатые тропинки (semitae); улицы все больше и больше суживаются пристройками, главным образом лавок. Плохо построенные дома не раз рушатся, особенно во время частых разливов Тибра и пожаров. Современных аналогий этой стадии развития Рима найти нельзя; нынешние восточные города, походя на древний Рим во всем остальном, не имеют 4- и 5-этажных построек, столь характерных для скученного республиканского Рима. В эпоху республики практический ум римлянина направлен более всего на увеличение и выгодное помещение капитала; отсюда постройка наскоро, из наиболее дешёвого материала и в возможно большее число этажей. Такой характер строительства был причиной постоянных жалоб населения на гнёт квартирной платы, неудовлетворительного состояния города в санитарном и эстетическом отношении и дороговизны мест под постройки. Политическая власть капитала не давала места реформам в этом направлении. В последние смутные годы республики большинству граждан было не до улучшения условий городской жизни, не до постройки новых общественных зданий и даже не до поддержания старых.

### Имперский период

#### Имперский Рим до Септимия Севера

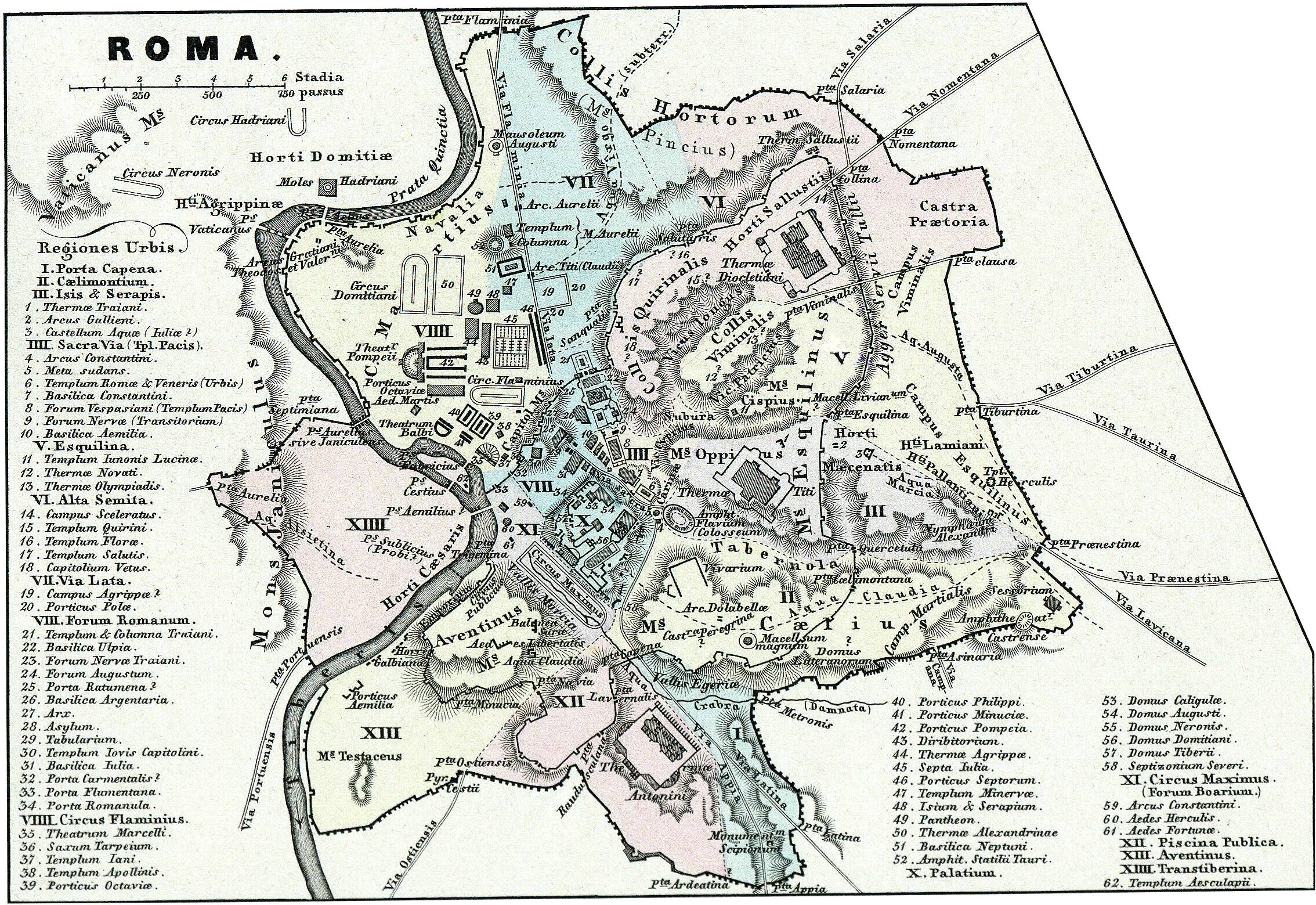
Древний Рим (Менке, 1862). Описание см. на странице Список топографических объектов и памятников Древнего Рима.

Первые проявления монархической идеи ведут за собой постепенное изменение города. Расширение померия Суллой и постройки Помпея предшествовали деятельности Цезаря и Августа. Целые городки, возникшие у Тибра, на Марсовом поле, за Капенскими воротами, по Аппиевой дороге, необходимо должны были сделаться юридически частями города, в состав которого они фактически входили. Только таким путём можно было создать сносные условия жизни в центре города, отвлечь жизнь на окраины и предоставить более простора для общественных зданий в центре.
Цезарь воздвигает новое здание сената и кладёт основание новой колоссальной базилике на западной стороне форума, названной его именем. Ему же принадлежит идея создать новую территорию для общественных зданий на Марсовом поле и соединить рядом построек общественного и религиозного характера старый город у форума с новым городом на Марсовом поле. Первая из этих тенденций нашла выражение в постройке портика для голосований на Марсовом поле (Saepta Julia), вторая — в создании искусственных площадей (fora), в сущности являющихся ничем иным, как периболами (дворами) вокруг центрального храма. Первой из них была Юлиева площадь с храмом Венеры-Прародительницы (Venus Genetrix), прародительницы Юлиев.

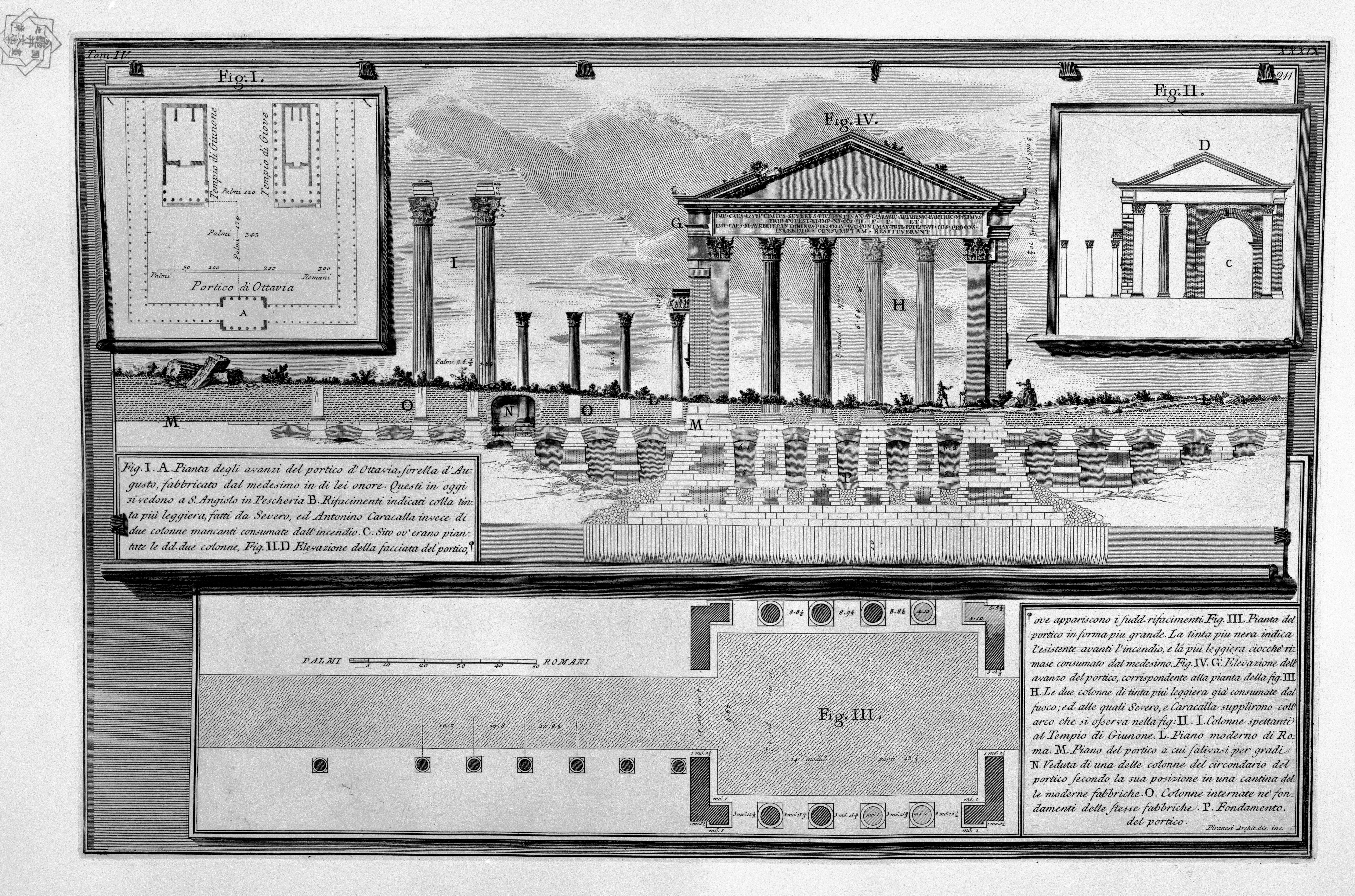
Портик Октавии, построенный при Августе в 33—23 годах до н. э. на месте портика Метеллы. Пиранези, 1756.

Полное осуществление планы Цезаря нашли только при Августе, созданием которого был новый город четырнадцати кварталов. Рим с этого времени теряет свой характер укреплённого города, пространство внутри Сервиевой стены окончательно застраивается, в пределы города входят и предместья. В состав города входят всё Марсово поле и значительное пространство между Тибром и Аппиевой дорогой, далее большой квартал за Тибром (trans Tiberim). Другие предместья были гораздо меньших размеров. Улучшению санитарных условий города, как делу гораздо более трудному, Август мог положить только начало. Оно выразилось в увеличении количества водопроводов тремя новыми и особенно в урегулировании канализации города.

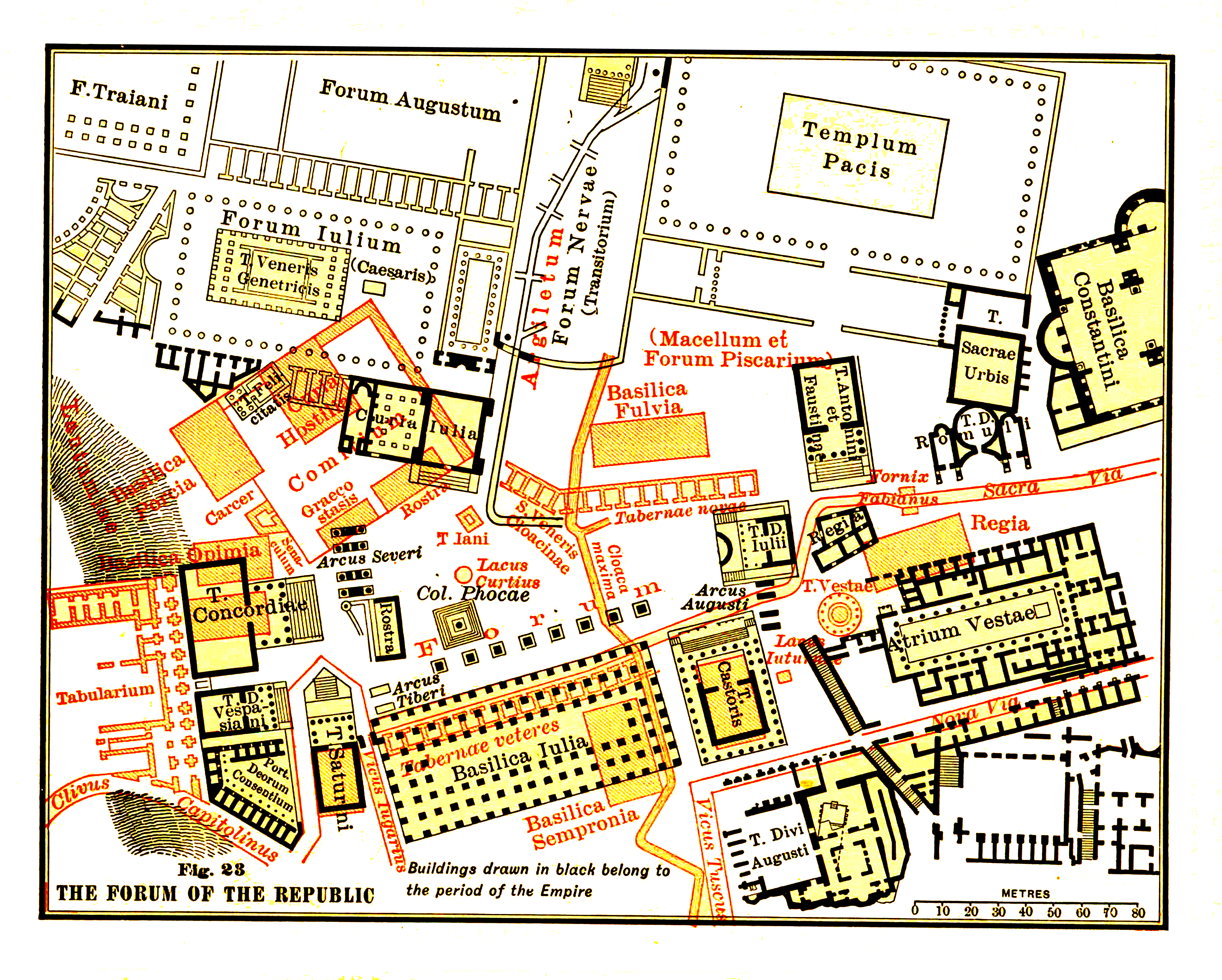
План Римского форума и прилегающих объектов (Samuel Ball Platner, 1904 год)

На Римском форуме, кроме реставрации и перестройки храмов, достройке курии и Юлиевой базилики, Августу принадлежит постройка храма Цезарю и нового центра политической жизни Рима, перешедшей теперь на форум и сосредоточившейся вокруг новой народной трибуны, новых ростр. В pendant к Юлиевой площади возникла соединённая с нею топографически площадь Августа, с храмом Марса мстителя (Mars Ultor), чем сделан был новый шаг к соединению центра с Марсовым полем. На самом Марсовом поле вырастают новые храмы (например, Пантеон, в его первоначальной форме), появляются первые бани (Термы Агриппы), обширные портики, театры (Марцелла и Бальба). К постройкам религиозного характера относится и Алтарь Мира на Марсовом поле, выстроенный в честь побед Августа в Галлии и Испании. Личной идеей Августа в переустройстве города является создание на Палатине, рядом с реликвиями царского Рима, местопребывания новых владык — постройка дворца (Palatium), в связи с которым стоял храм Аполлона и древней Весты. 62 храма обязаны Августу своим восстановлением. Деление города на кварталы и создание особой полиции в лице пожарных (vigiles) содействовало общему упорядочению строительной деятельности и санитарных условий. Коренного изменения в общем характере Рима произойти, однако, не могло, и тип улиц вряд ли сильно изменился; разница была только та, что теперь частные дома богатых граждан получили больше простора, благодаря движению населения к окраинам; вероятно, и цены на земли в городе упали, с исчезновением капиталов, нажитых спекуляцией, и с расширением городской территории: иначе трудно понять, откуда могли быть покрыты Августом колоссальные издержки на приобретение мест для его построек. Меняется при Августе и техника домостроительства; для монументальных построек пользуются преимущественно мрамором и травертином; прекратившаяся строительная горячка позволяет и частным владельцам обратить большее внимание на внешность своих жилищ.
Почти каждый из последующих императоров расширяет императорский дворец на Палатине. Калигула стремится соединить Палатин колоссальными сооружениями с форумом, специально с храмом Кастора, и с Капитолием, то есть с храмом Юпитера Капитолийского. Расширение сакральных границ Рима, то есть померия, сделано было и Цезарем, и Августом, но об их деятельности в этом направлении ничего не известно, между тем как аналогичная деятельность Клавдия засвидетельствована пограничными камнями.
Эпоху в жизни города составило правление Нерона, более, однако, в отрицательном, чем в положительном смысле. Ему косвенно или непосредственно обязан Рим тем, что в центре его появилось огромное пространство, свободное от построек. Возникло оно вследствие известного пожара, совершенно уничтожившего кварталы между Палатином и Эсквилином и сильно повредившего другие, особенно центральные части города. Сам Нерон воспользовался последствиями пожара для осуществления своей идеи расширения палатинского дворца вплоть до Эсквилина, то есть для создания особого императорского города; но исполнению этой идеи было положено только начало, Золотой дом Нерона далеко не был доведён до конца. Печальную картину представлял Рим во время смут, последовавших за смертью Нерона: ряд начатых построек Золотого дома по соседству с опустевшим и обгорелым центром и разрушенным Капитолием, в уцелевших домах постои солдат, на улицах постоянные смуты и борьба.

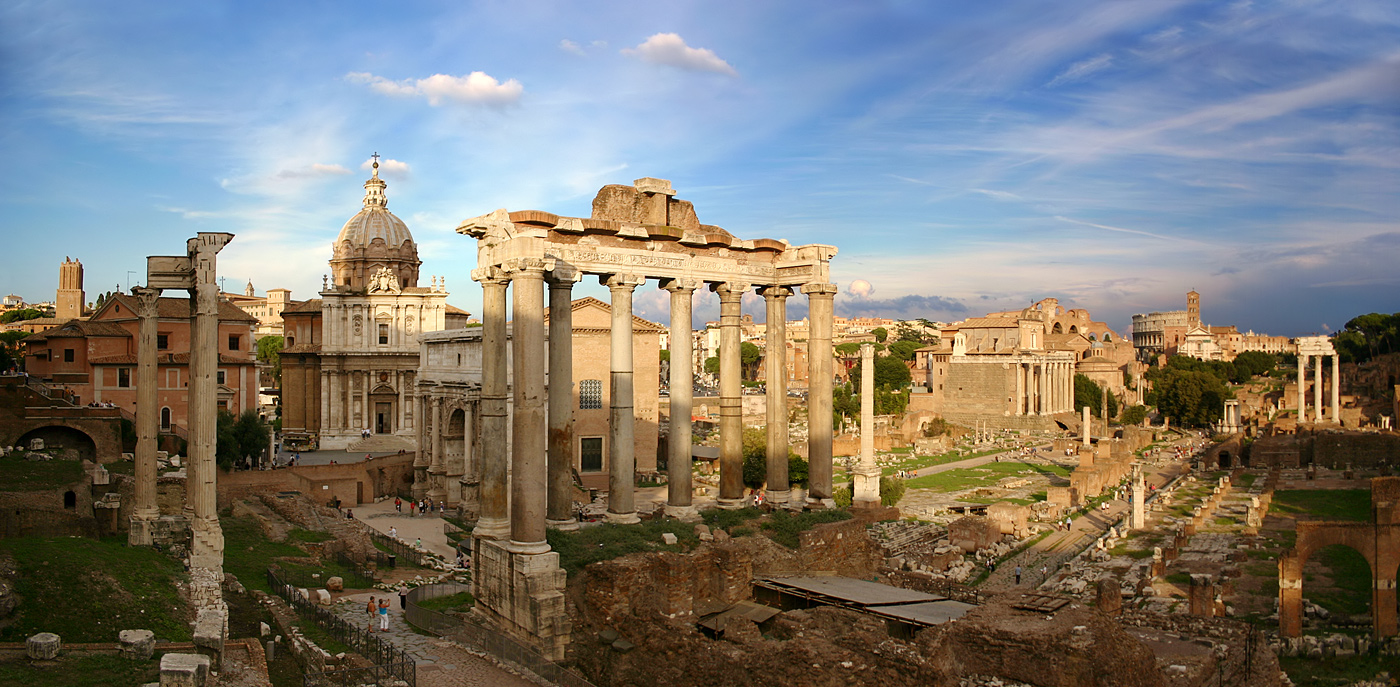
Римский форум, в центре — колонны храма Сатурна, за ними триумфальная арка Септимия Севера

Только с утверждением на престоле династии Флавиев Рим оживляется и вновь поднимается из руин, на этот раз более красиво и целесообразно построенным. Ряд мер полицейского характера меняет вид улиц; о новой распланировке города нет речи, но новые дома имеют более благообразный вид: одной из мер Веспасиана было, например, обязательное снабжение каждого дома портиком, благодаря чему улицы получали вид крытых галерей. Свободным пространством после пожара Флавии воспользовались для своих монументальных построек. Веспасиан не мог сочувствовать идее нероновского Золотого дома; его территорией он воспользовался для ряда колоссальных построек. В долине между Палатином и Эсквилином возник и теперь ещё стоящий амфитеатр — Колизей, вокруг него — ряд построек служебного характера; недалеко оттуда, на Целии, вырос колоссальный храм, окружённый портиками и посвящённый памяти божественного Клавдия. Веспасиан и в этом храме Клавдия, и в храме Мира, почти примкнувшем к форуму Августа, повторял идею императорских форумов. Храм Мира (форум Веспасиана), возникший в связи с прежними площадями, но по направлению к Колизею, а не к Марсову полю, показывает, что Веспасиану желательно было связать центр города с территорией Золотого дома. В том же направлении идёт деятельность его преемников: Тит воздвигает рядом с Колизеем свои термы, Домициан связывает форум Мира с комплексом площадей первых императоров так называемой проходной площадью (forum transitorium), с храмом Минервы; постройку этой площади заканчивает Нерва.
Деятельность первых императоров блестящим образом довершает Траян; он окончательно связывает ряд императорских площадей с Марсовым полем своей колоссальной площадью (forum Traianum). Создание места для площади потребовало сноса склона Квиринала, препятствовавшего соединению низины форума с Марсовым полем; не меньше труда и затрат потребовало внутреннее украшение площади, в центре которой находились храм приемного отца Траяна и Колонна Траяна. С другой стороны Траян продолжал деятельность Флавиев: рядом с термами Тита возникают его термы, гораздо больших размеров и гораздо более богатые.
Главным созданием Адриана был Храм Венеры и Ромы на Велии, которым закончено было превращение центральной части города в ряд блестящих построек, связывавших форум с Марсовым полем с одной стороны и с площадью у Колизея — с другой. Судя по сохранившимся остаткам, промежутки между храмом Мира и храмом Венеры были заполнены зданиями общественного характера, может быть, остатками Нероновского дома, на которых впоследствии возникла колоссальная базилика Константина. За Тибром Адриан выстроил себе мавзолей, существующий ныне в виде крепости св. Ангела; там же возник в это время и новый цирк. Много крупных перестроек Адриан произвел на Палатине, особенно на склоне к форуму и на склоне к via Appia, где ему обязаны своим существованием стадий-палестра и прилегавшие к нему бани, входившие в комплекс новой части дворца. Пантеон, в том виде, в каком он теперь существует, возник во времена Адриана: и ротонда, и купол принадлежат этому времени; об этом свидетельствуют кирпичные штемпели времени Адриана, преобладающие во всем здании. Те же штемпели находятся во множестве и в других зданиях. Деятельность кирпичных заводов Адриана была настолько широка, что целое поколение после него живёт заготовленными им материалами. То же надо сказать и о привозных мраморах, наводнивших в это время доки на берегу Тибра.

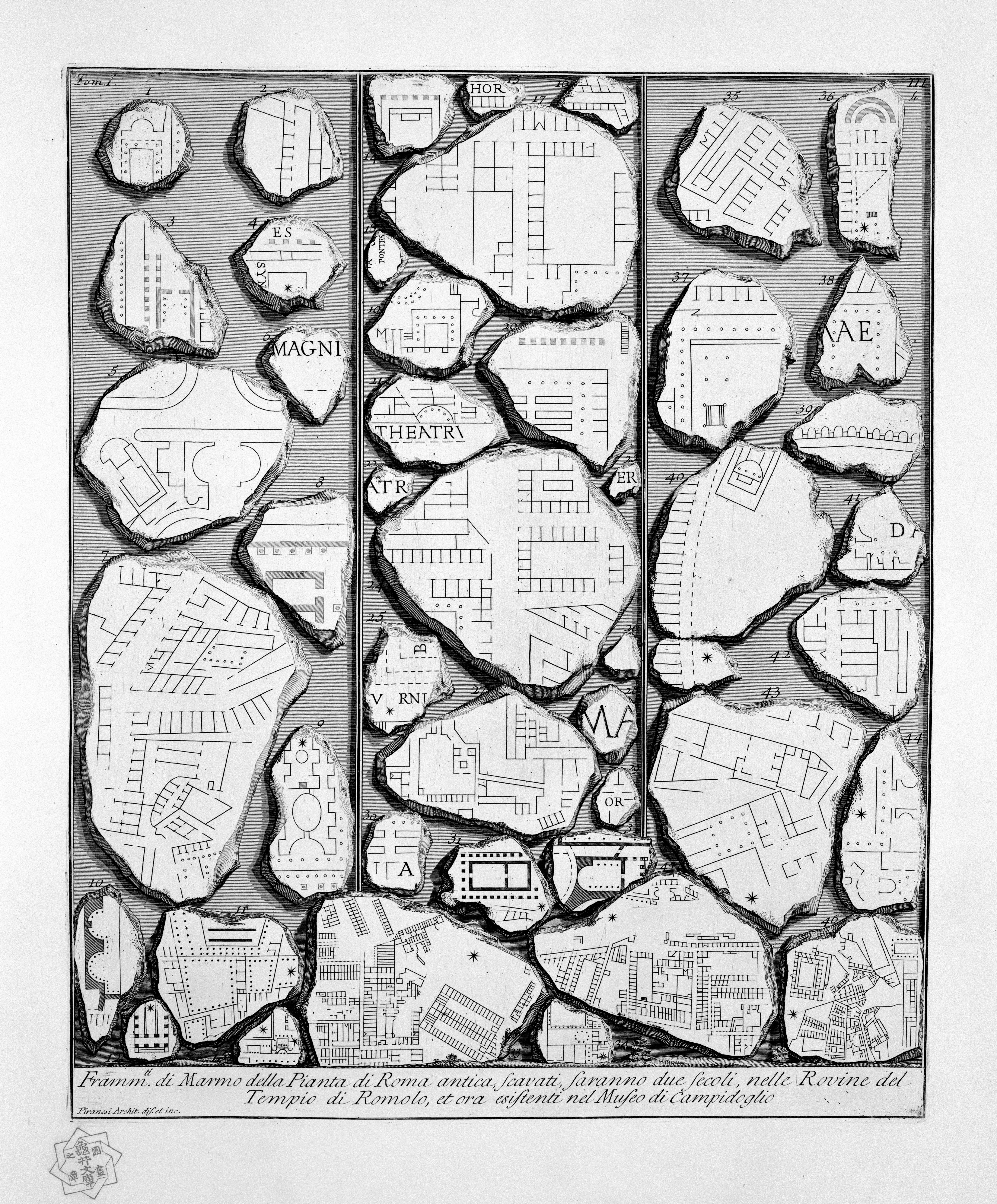
Фрагменты Forma Urbis Romae. Гравюра Пиранези, 1756.

Деятельность Антонина и Марка Аврелия не ознаменовалась выдающимися постройками; последнему принадлежит только погребальное место династии Антонинов около колонны, воздвигнутой в честь Антонина, и pendant к Траяновой колонне (так называемая Колонна Марка Аврелия). В правление Коммода произошёл разрушительный пожар 191 года, потребовавший при Септимии Севере ряда восстановлений и исправлений. В своей монументальной деятельности Септимий следовал Адриану. Все постройки последнего в северо-восточном углу Палатина выросли вверх: и стадий, и прилегавший дворец. У подножия Палатина возникло колоссальное декоративное здание Септизония, а также термы Севера, вероятно незначительных размеров; до нас от них ничего не сохранилось. Импонирующие руины свидетельствуют о великолепии и колоссальных размерах терм Каракаллы в той же части города. Север и Каракалла были последними императорами, строительная деятельность которых сильно изменила облик Рима; после них, если и возникает новое, то оно только дополняет строительную деятельность первых веков империи, не создавая ни новых архитектурных форм и даже не достигая оригинальных эффектов новым применением старых форм. Рим в эту эпоху вполне оправдывал те гимны, которые пелись его великолепию. Если постройки его и не отличались красотой деталей, то они поражали колоссальностью и декоративностью. Даже грубоватые детали терм Каракаллы в надлежащем освещении и на надлежащем расстоянии декоративно безупречны. Декоративный блеск вызывался главным образом материалом: разноцветными мраморами античных зданий жила строительная деятельность пап, бронза памятников служила предметом грабежа начиная с V до XVI вв.; наконец, памятники искусства наполняют собой и до сих пор сотни общественных и тысячи частных собраний.
При Севере на внутренней стене Храма Мира была размещена подробная карта города — Forma Urbis Romae, фрагменты которой были найдены в 1562 году антикваром и скульптором Джованни Антонио Дозио близ Базилики Косьмы и Дамиана и помещены в Капитолийские музеи.

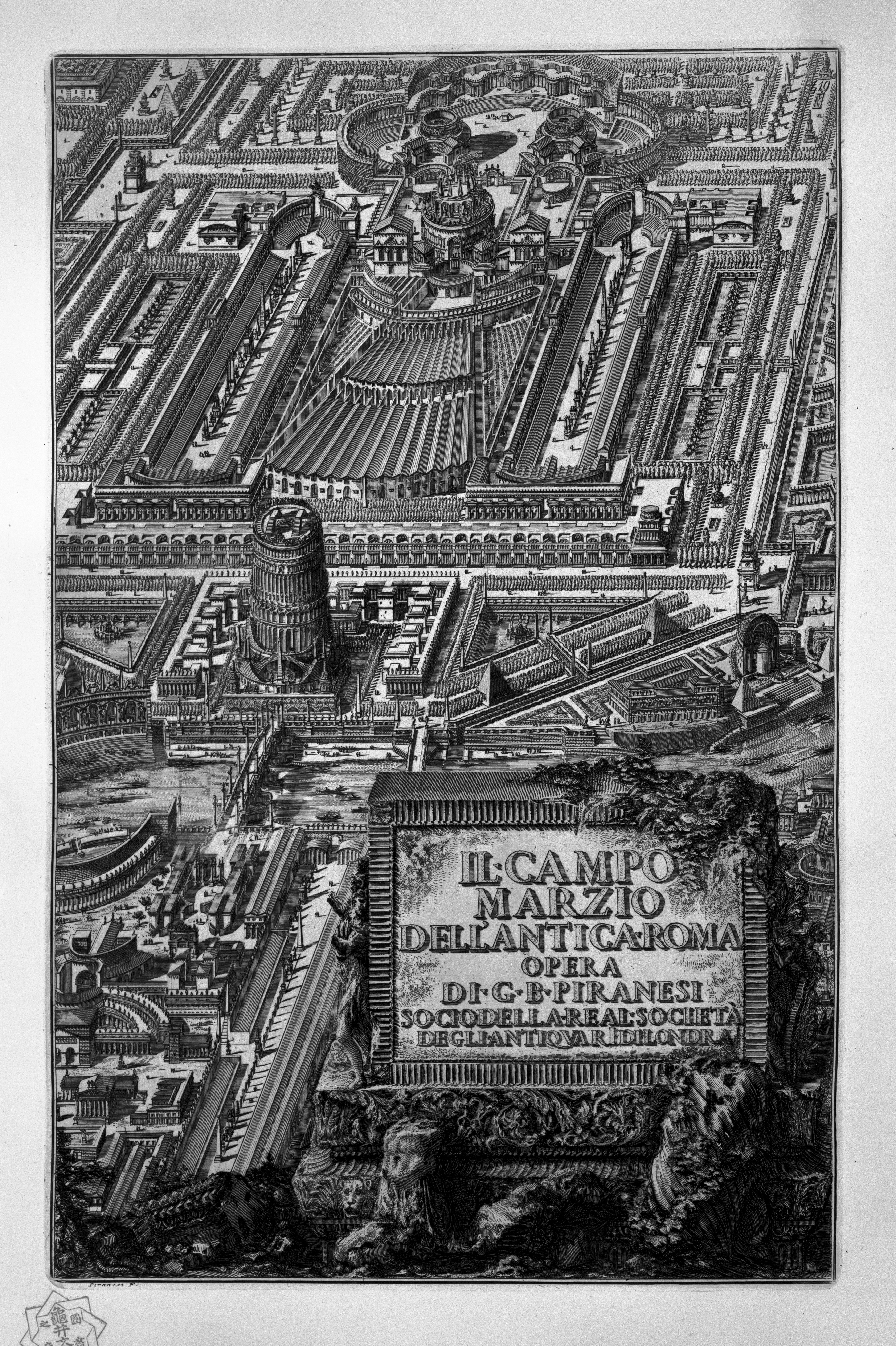
Реконструкция Марсова поля. Пиранези, 1756.

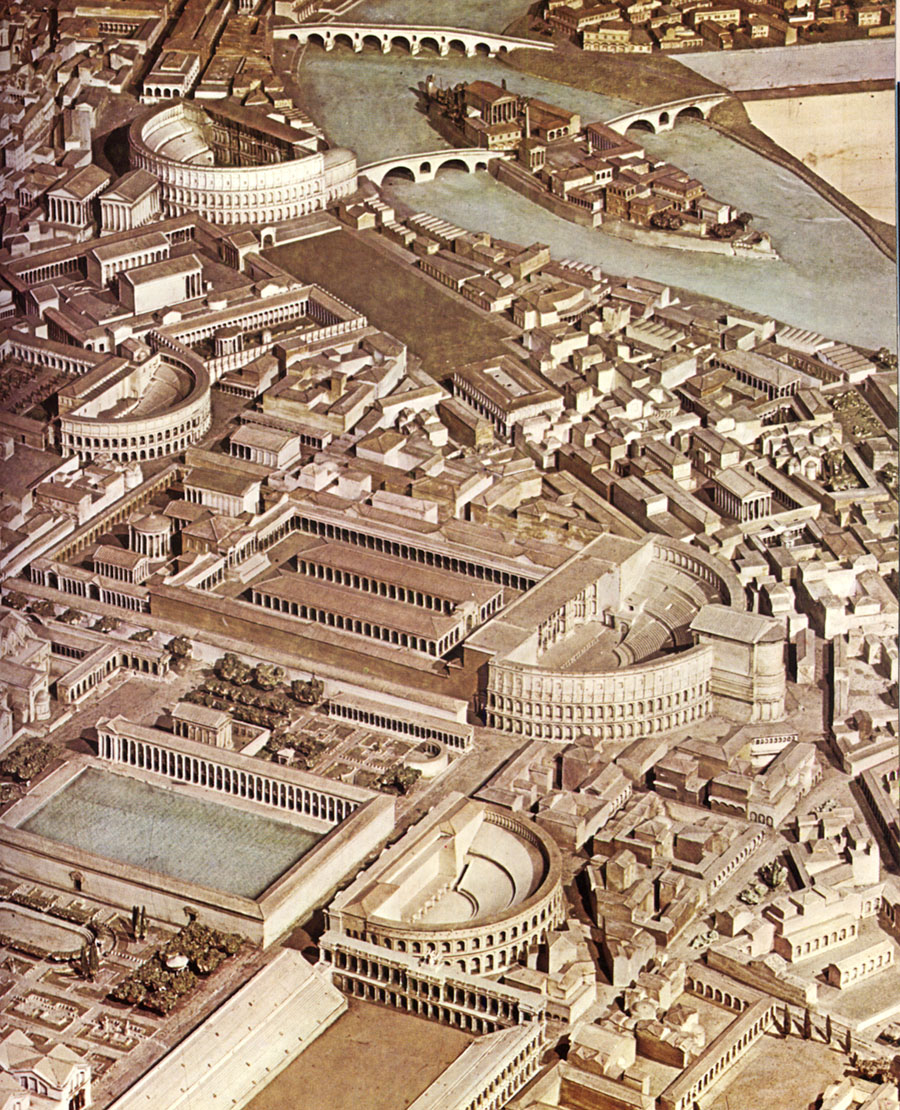
Реконструкция Марсова поля. Italo Gismondi, 1935—1971.

Монументальный характер придавала Риму масса общественных построек. Наиболее характерными для Рима являются следующие архитектурные формы, повторявшиеся и варьировавшиеся.
Во-первых, так называемые императорские площади, то есть храмы с большим периболом со множеством почётных памятников и произведений искусства: статуй, и конных, и пеших, и на колесницах; колонн — простых и с изображениями; бюстов в нишах; жертвенников и алтарей; изображений богов, по большей части греческого происхождения, и т. д. Здесь, на этих площадях, сидели императорские чиновники в своих канцеляриях; здесь же помещались архивы и библиотеки. Под понятие императорской площади подходит и ряд зданий, не носивших этого технического имени; тот же характер имеют многие храмы, например храм Аполлона на Палатине — настоящий музей произведений греческого ваяния, рядом с которым имелась обширная библиотека, — храм Венеры и Ромы на Велии, храм Клавдия на Целии и другие; и Капитолий был в сущности выразителем той же архитектурной формы.
Близко подходили к это архитектурной форме и многочисленные портики (квадропортики), наполнявшие в особенно большом числе Марсово поле. Это — такие же площади, только без центрального храма; здесь также помещались канцелярии и другие общественные учреждения, а иногда и торговые заведения. Эти портики и площади можно считать дальнейшим развитием той идеи, которая осуществлена была в республиканской базилике; недаром между базиликами Августа и Константина лежит только одна базилика Траяна, составная часть его форума. Портики часто входили в состав комплекса зданий, соединённых с театрами. Число последних со времени Августа не увеличилось; продолжали существовать всё те же три — Помпея, Марцелла и Бальба, все на Марсовом поле. Увеличилось число других зданий для зрелищ: постоянно расширялся большой цирк, поднимаясь всё дальше и дальше по склонам холмов; под конец своего существования он вмещал колоссальное число зрителей, сильно утрированное, однако, в литературном предании. Рядом с ним продолжал существовать Фламиниев цирк и возникали за Тибром цирки Калигулы и Адриана. Греческие упражнения нашли себе приют в стадии Домициана на Марсовом поле (ныне пьяцца Навона). Избранная публика имела доступ в дворцовый стадий на Палатине. Гладиаторские игры устраивались в большом амфитеатре Флавиев; также существовал амфитеатр на восточной окраине города (Amphitheatrum Castrense). Для морских гладиаторских боев был устроен ряд навмахий, все почти за Тибром; точнее известна одна из них, вырытая Августом. Чем-то новым в архитектуре древнего мира были и императорские термы, как по соединению обычных греко-римских банных помещений с музеями, библиотеками, палестрами, так и по исполнению. Такое соединение вызвало к жизни громадные здания, где римская архитектура, с её сводами и куполами, покрывающими колоссальные пролёты, нашла наиболее полное развитие. По всему Риму раскинулись эти термы: на Марсовом поле — термы Агриппы и Нерона, на Квиринале — Константина, на Виминале — Диоклетиана, у Эсквилина — Тита и Траяна, у Авентина — Севера и Каракаллы, всё больше на окраинах города, так как только там можно было найти необходимое пространство для этих великанов. Не уступали в великолепии общественным зданиям и многие частные дома знатных людей, стекавшихся в центр империи. Особенное значение для общего характера города имели, однако, не столько эти дома, сколько сады императоров и частных людей — городские виллы, покрывавшие все окраины города, особенно соседний Марсовому полю холм садов (collis hortorum, ныне Monte Pincio). Их легче всего представить себе путём сравнения с загородными виллами, например виллой Адриана или виллами знати Возрождения: то же богатство воды в фонтанах, нимфеях, гротах, та же подрезанная зелень, те же десятки павильонов и других мелких зданий, возникавших по капризу владельцев. Наряду с блестящими общественными и частными зданиями продолжал царствовать в Риме прежний тип многоэтажных домов с сотнями отдельных квартир, где ютился бедный и средний класс. Нижние этажи заполнялись лавками, мастерскими, кабачками и т. п. заведениями. Всё это было широко открыто на улицу, всё делалось на виду у проходящих, как и теперь, например, в Неаполе. Улицы оставались узкими, тесными и грязными, хотя безобразиям республиканского Рима и был положен конец. Все улицы вымощены, некоторые регулированы, везде правильная канализация, везде обилие воды, которую несут в город 11 водопроводов. Улицы обрамлены портиками; местами возвышаются над ними мраморные триумфальные арки, образцами которых служат для нас арки Тита, Севера, Константина. Сотни частных бань удовлетворяют потребностям, для которых недостаточными оказываются термы. Оживлённая торговая и деловая жизнь продолжает кипеть на рынках и особенно на берегу Тибра, где один за другим вырастают императорские и частные склады и магазины; здесь выгружают всё то, что шлют в Рим провинции, особенно Восток — Египет, Сирия, Малая Азия, Индия. Главную роль играют хлебные склады, где хранятся запасы для прокормления римской черни; рядом с ними огромное пространство занимают склады мрамора и строительных материалов (теперь marmorata). Сотни магазинов имелись для других предметов; так, например, в horrea (для бумаги и для перца) заняты были тысячи рабочих и около них возникает особый большой рабочий квартал. Здесь Тибр служит главной торговой артерией; выше он отделяет новый, затибрский квартал от старого города; через него перекинуто 8 мостов, из которых императорами построены мосты Aurelius (Марк Аврелий), Aelius (Адриан) и Probi (Проб). За пределами города, по главным дорогам, раскинулись гробницы богатых и бедных людей и виллы горожан.

#### Имперский Рим после Септимия Севера

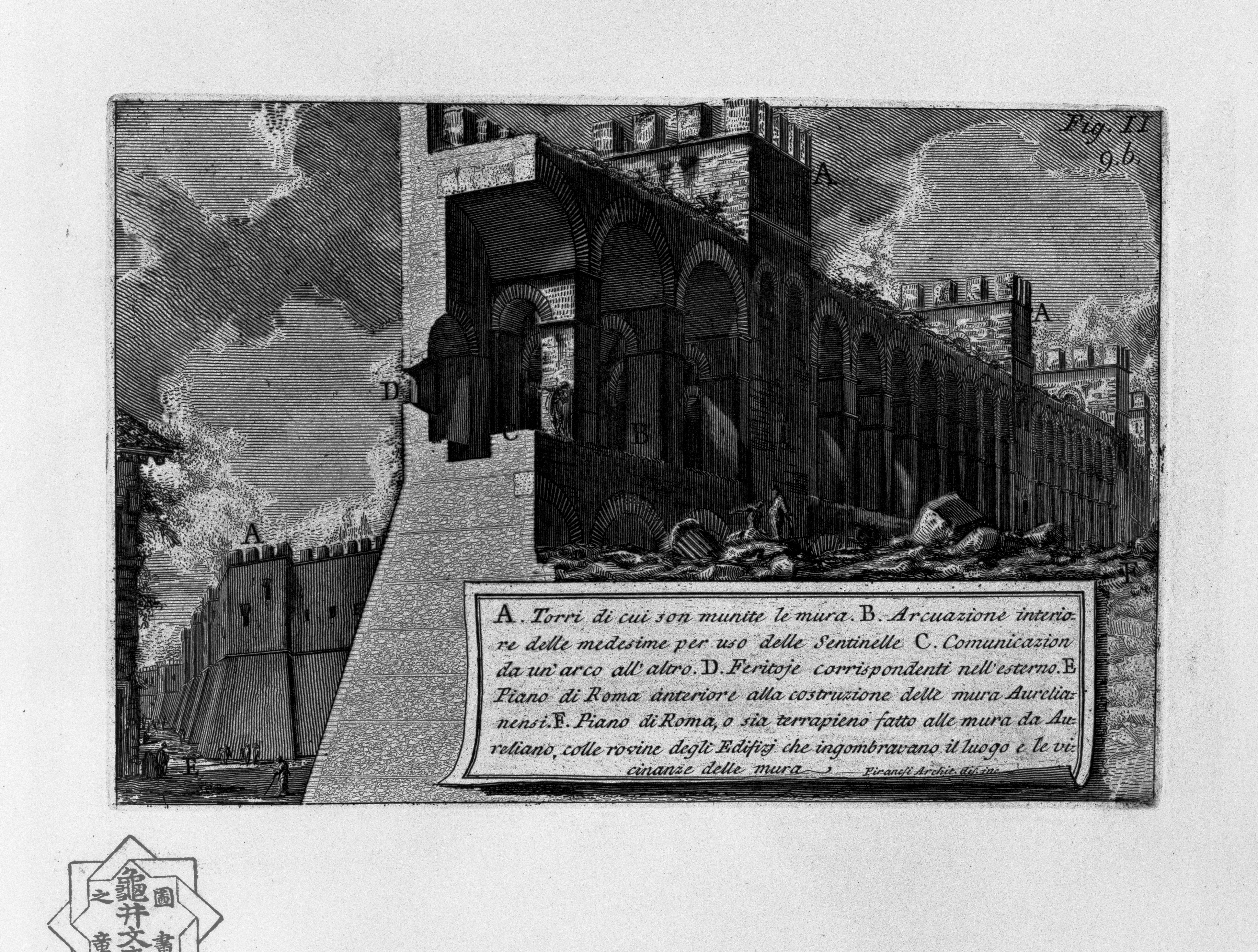
Стена Аврелиана

С III в. строительная деятельность слабеет; только изредка слышно о новых постройках, и то на них идет обыкновенно материал разрушающихся старых. Из новых зданий замечательны только термы Константина и Диоклетиана; базилика Константина у Священной дороги, храмы Солнца Аврелиана на Палатине и Марсовом поле. Постепенное расширение померия после Клавдия приближает его всё более и более к действительным границам города (точно засвидетельствованы расширения при Веспасиане и Адриане); только Марсово поле, где собирается войско перед триумфом и где покоится прах Августа и Антонинов, остаётся вне померия. Действительной границей является таможенная черта, совпадающая с предельной линией Адриановского померия везде, кроме Марсова поля.
В конце III в., при Аврелиане и преемнике его Пробе, граница была фиксирована укреплениями; Рим вновь сделался укреплённым городом. Новые укрепления — Стена Аврелиана — охватывали весь город с его затибрской частью. Они совпадали с таможенной линией и отчасти с границей померия, но во многих случаях в пределы стены были введены и гробницы (в том числе пирамида Цестия и гробница Еврисака). Стена сохранилась до нашего времени почти на всём своём протяжении. Выстроена она очень прочно; сзади внешней стены (кирпичной, как и все другие постройки), в 1,33 м, идёт ряд соединенных арками столбов, связанных со стеной сводом, над сводом зубцы, вся толщина 3,80 м, высота 16 м; местами четырёхугольные башни; в стене 14 ворот, фланкированных круглыми башнями.
При первом христианском императоре Константине были заложены две из четырёх великих, или патриарших, базилик Рима — собор Святого Петра на месте мученической смерти Петра в цирке Нерона и базилика Святого Павла за городскими стенами над могилой Павла. Здание собора Святого Петра, ставшего затем церемониальным центром Римско-католической церкви, просуществовало до XVI века. Базилика Святого Павла, напротив, не претерпела существенных изменений ни во времена Возрождения, ни в эпоху барокко, и позволяет составить представление о римской архитектуре этого периода.

## Рим в Средние века и Новое время

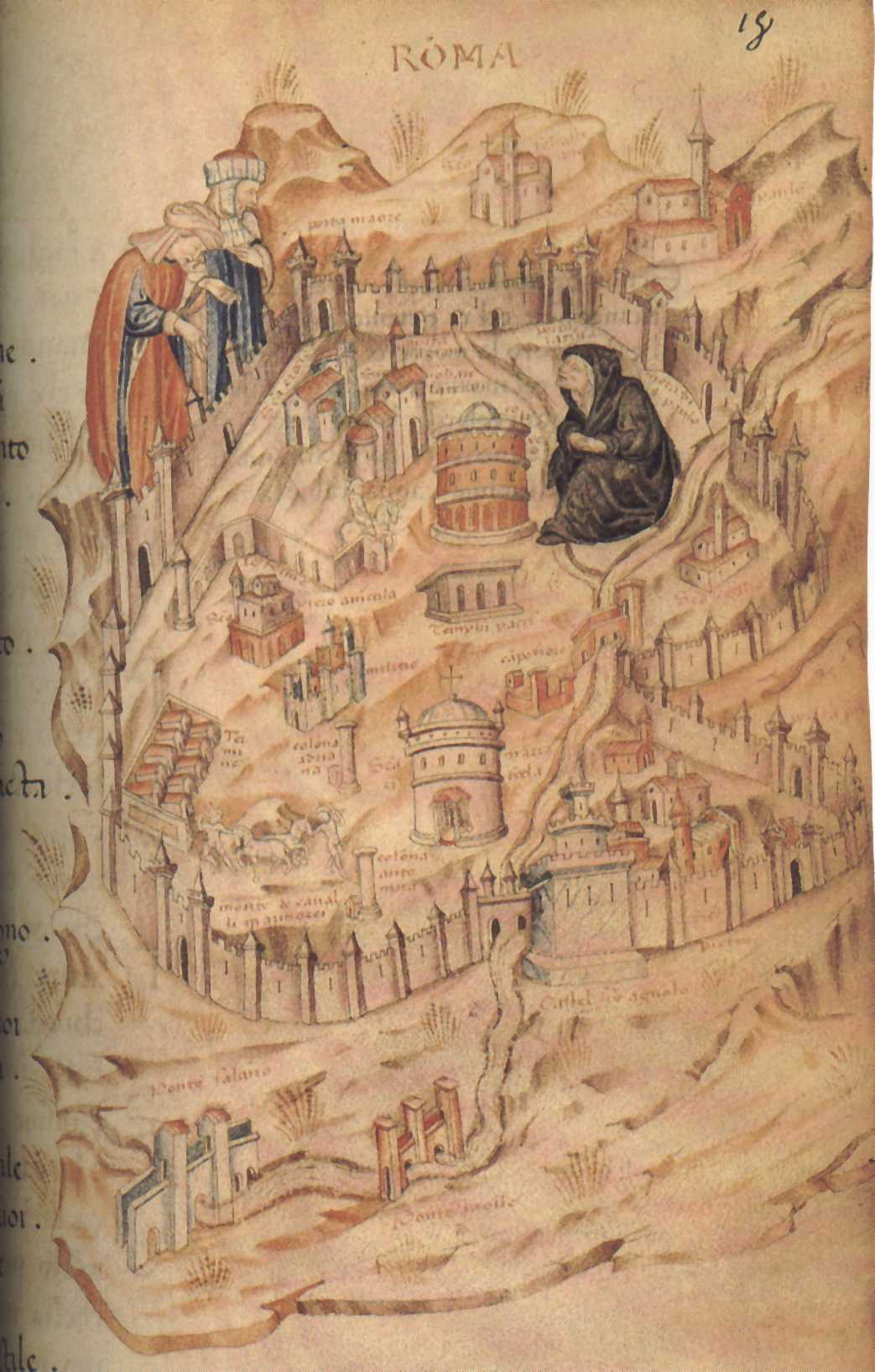
Аллегорическое изображение Рима на миниатюре из рукописи XIV века

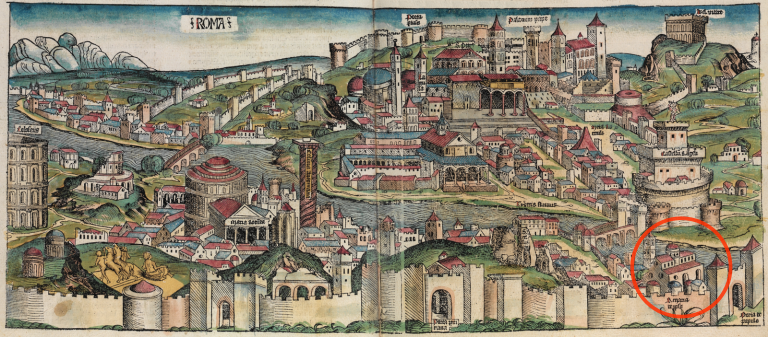
Рим на ксилографии из «Нюрнбергской хроники» Хартмана Шеделя (1493)

С IV века начинается история упадка и разрушения Рима. В 410 году н. э. Рим взял штурмом и разграбил Аларих, в 455 году — разграбили вандалы, которых привлекли в город придворные смуты. Вандалы предали город грабежу и особые опустошения произвели в церквях. При последних императорах Западной Римской империи фактическая власть перешла в руки полководца Рицимера, дружины которого, при смене одного императора другим, неоднократно разоряли Рим. 

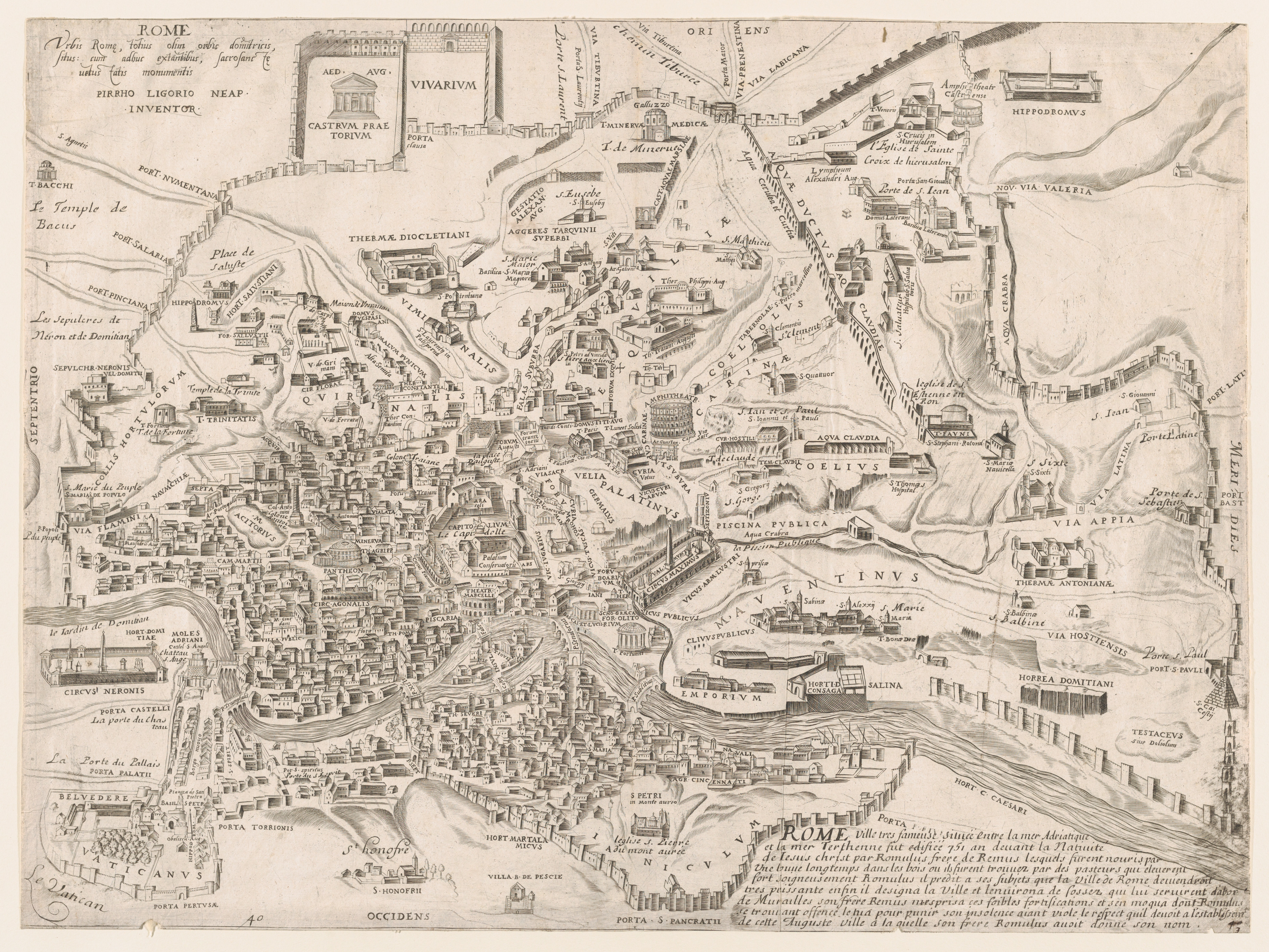
Карта Рима Пирро Лигорио (1513—1583)

Наконец, в 476 году н. э. герул Одоакр низложил последнего западно-римского императора, но скоро в свою очередь уступил место остготу Теодориху, правление которого ознаменовалось началом широкой реставраторской деятельностью в городе. При Одоакре и Теодорихе управление городом сохранило прежние внешние формы: во главе его по-прежнему стоял сенат; представителем короля, большей частью жившего в Равенне, был префект. В войне Византии с остготами (536—552) Рим шесть раз подвергался осаде и переходил из рук в руки. При этом остготские цари, в особенности Тотила, брали многочисленных заложников из числа жителей Рима, что привело к уничтожению самых знатных римских фамилий и уменьшило, в конечном счёте, население города до 30—40 тыс. человек. Руководящую роль среди населения, вместо большей частью погибшей римской знати, стало играть многочисленное духовенство, с папой во главе.
В течение последующих двух веков (570—750), когда значительная часть Италии была отторгнута от Византии лангобардами, папы стали играть первенствующую роль в светских делах города при номинальном подчинении слабой Византии (равеннскому экзарху). На основании полномочия, которое Юстиниан предоставил местным епископам по отношению ко всему управлению в провинциях, папа Григорий I присвоил себе право высшего надзора за действиями правителей. После неудачной попытки императора Льва III поддержать в Италии эдикты, направленные против иконопочитания, Риму стало угрожать реальное господство лангобардского короля, и папа Стефан II (III) обратился за помощью к франкам. Пипин Короткий после своего похода на лангобардов подарил папе территорию бывшего Равеннского экзархата, сделал его государем Папской области. При этом Пипин получил довольно неопредёленные права римского патриция и защитника церкви, а папа продолжал признавать номинальное главенство над Римом за византийским императором.
Папская область как относительно независимое государство со столицей в Риме просуществовала до Рисорджименто и объединения Италии.
Хотя покинувшие Рим императоры продолжают поддерживать отдельные здания, но эти реставрации — только исключения; большинство общественных зданий медленно разрушается. Только Теодорих пытался развить широкую реставраторскую деятельность, но она помогла ненадолго. Разрушению зданий сопутствовало похищение из них украшений из бронзы, мрамора и другого дорогого материала. В этом Византия соперничает с варварами.
С возвышением пап всё большую роль в городе играет базилика святого Петра и центр города перемещается на Ватиканский холм, вокруг которого уже при Льве IV возводятся новые оборонительные сооружения. О начале постройки Ватиканского дворца нет точных сведений: одни приписывают её Константину Великому, другие относят первоначальную постройку ко времени папы Симмаха (VI век). Достоверно только то, что во время приезда Карла Великого в Рим для коронования, резиденцией папы Льва III служил дворец на Ватиканском холме; но затем дворец был запущен, и резиденция папы перенесена в Латеранский дворец. Только со времени возвращения пап из Авиньона (1377) Ватикан окончательно становится постоянной папской резиденцией.
После смерти императора Священной Римской империи Оттон III в 1002 году в Риме установилось неограниченное господство римской знати, возводящей на папский престол своих ставленников. Дело дошло до того, что в Риме одновременно жили три первосвященника, поддерживаемые разными партиями. Опустошенные и частью развалившиеся здания древности были римскими баронами перестроены в укрепленные замки, из которых они безнаказанно производили всякие бесчинства. В 1046 году император Генрих III прогнал всех трех пап и стал замещать римский престол помимо римской знати. Вскоре папство, руководимое Гильдебрандом, настолько окрепло, что уже в 1059 году могло провести закон, которым выборы папы предоставлены были коллегии кардиналов, где бы она ни собралась. Этот закон существенно нарушал права римского населения и привилегии императоров. Римская знать и немцы, недавно ещё враждовавшие между собой, соединились для борьбы с реформой; Рим, а вместе с ним и вся Италия, впервые разделился на две партии — императорскую и папскую. В 1083 году император Генрих IV завоевал Рим и заточил папу Григория VII в замок святого Ангела, но последний призвал на помощь норманнов, под предводительством Роберта Гвискара; в 1084 году они освободили папу, но предали Рим опустошению и грабежу, во время которого город и его памятники античной древности сильно пострадали. С этого момента Рим начал походить на развалины; целые кварталы древнего города оставались необитаемыми. При преемниках Григория VII Рим часто становился ареной борьбы между приверженцами пап и антипап и впадает в полную анархию, сопровождаемую жестоким угнетением народа со стороны знати.
Старые здания, за исключением тех, в которых нашли себе приют христианские церкви или феодальные крепости, беспрепятственно разрушались. Так мавзолей Адриана, выгодно расположенный рядом с Ватиканским холмом, ещё при постройке стен Аврелиана стал небольшой крепостью, а со временем превратился в неприступный папский Замок Святого Ангела, выдержавший несколько осад (в том числе в 1527 году, во время последнего разграбления Рима).
Среди церквей, воздвигнутых в античных зданиях, можно выделить следующие:
- церковь Косьмы и Дамиана — в храме Ромула на форуме,
- Санта-Франческа-Романа на развалинах храма Венеры и Ромы на форуме;
- церковь Сан-Лоренцо-ин-Миранда — в храме Антонина и Фаустины,
- церковь Сан-Джузеппе-де-Фаленьями — над мамертинской тюрьмой;
- Санта-Мария-дельи-Анджели-э-дей-Мартири — в одной из зал терм Диоклетиана (Микеланджело, 1561);
- церковь Санта Мария (Santa Maria ad Martyres) возведена в Пантеоне;
- церковь Санто-Стефано-Ротондо — на фундаменте древнего Macellum magnum (построена при Симплиции в 468 году, реставрирована в XVI веке, украшена Темпестой и Помаранцио изображениями мучеников).

Среди раннехристианских базилик можно назвать следующие:
- Сант-Аньезе-фуори-ле-Мура (церковь Св. Агнессы за городскими стенами), VII век;
- Базилика Святого Варфоломея на острове (Сан-Бартоломео);
- Санта-Чечилия-ин-Трастевере (заложена в 499 году) с мраморным ковчегом над алтарем — Арнольфо ди Камбио (1283) и статуей св. Цецилии — Мадерны (1600);
- Базилика Святого Климента (392), перестроенная в XII веке (фрески Мазаччио) — под ней раскопки 1858 года открыли древнюю базилику с живописью XI века и остатки древнеримских зданий;
- Сан-Джорджио-ин-Велабро (VII век);
- Санти-Джованни-э-Паоло (XII век; под ней в 1887—90 годах раскопками открыта более древняя церковь, с византийской живописью, а ещё глубже найдены жилища св. Иоанна и мученика Павла, с фресками II—IV и V веков);
- церковь Сан-Грегорио-Маньо, на месте, где жил Григорий Великий, с фресками Доменикино и Гвидо Рени;
- церковь Сан-Марко, с мозаиками VI века и папертью работы Джулиано да Майано (1465);
- Санта-Мария-ин-Арачели (IX в., с 22 античными колоннами и фресками Пинтуриккио);
- Санта-Мария-ин-Космедин, III в. (?), перестроенная папой Адрианом I (712), реставрированная в 1892 году;
- Санта-Мария-ин-Домника c 18 античными гранитными колоннами;
- Санта-Мария-ин-Трастевере (V в., мозаики 1148 года);
- С.-Мартино-аи-Монти (итал. Basilica dei Santi Silvestro e Martino ai Monti, 500 год, перестроена в 1650 году, живопись Гаспара Дюге (фр. Gaspard Dughet));
- Санта-Прасседе (V веке, расширена в 820 году);
- Санта-Пуденциана (считается первой по времени римской церковью, заложенной апостолом Петром в доме сенатора Пуденса; мозаики IV в.);
- Сан-Пьетро-ин-Винколи, заложена (442) императрицей Евдокией для хранения цепей св. Петра; в правом нефе гробница Юлия II со знаменитой статуей Моисея Микеланджело;
- Санти-Куаттро-Коронати (V век, с фресками XIII века);
- Санта-Сабина (V век; 22 коринфских колонны).

|                                                    |                         |                        |                           |                         |
| Санта-Мария-ин-Арачели                             | Санта-Мария-ин-Космедин | Санти-Джованни-э-Паоло | Базилика Святого Климента | Сан-Джорджио-ин-Велабро |
| - На Викискладе есть медиафайлы по теме Храмы Рима |                         |                        |                           |                         |

Из церквей готического стиля выдается лишь одна, Санта-Мария-сопра-Минерва (1285), со статуей Христа (Микеланджело), фресками Филиппино Липпи, гробницами Льва Х и других пап.
Революция 1143 года преобразовала Рим в самостоятельную городскую коммуну, во главе которой поставлен был «священный сенат», из простых граждан. Новое правительство декретировало отмену светской власти папы в Риме. Папа Луций II соединился со знатью и пытался силой овладеть сенатом, но был убит в 1145 году при осаде Капитолия. Подчинить Рим удалось лишь папе Адриану IV в конце 1156 года, после того как он заключил с сенатом договор, в силу которого римская община сохранила право иметь свое особое войско, особые финансы и постановлять самостоятельные решения по вопросу о войне и мире. Только папа Иннокентий III (1198—1216) обуздал римскую знать, а городские учреждения Рима превратил в органы папского правительства.
В 1252—1255 и 1257—1258 годах сенатором (правителем) Рима был энергичный Бранкалеоне дельи Андало, который предписал срыть 140 дворянских замков, отчасти перестроенных из зданий античной древности, причем уничтожены были и эти последние.
В 1300 году папа Бонифаций VIII решил восстановить языческий обычай праздновать начало нового столетия торжественными церемониями и обяъвил юбилейный год. Было возвещено, что посетившие в течение этого года римские базилики св. Петра и Павла получат полное отпущение грехов. Папское воззвание имело необыкновенный успех: говорят, что ежедневно входило в Рим и выходило оттуда 30000 богомольцев, которых ежедневно насчитывалось в городе до 200000.
Когда резиденция папы в 1309 году была перенесена в Авиньон, в Риме вновь вспыхнула ожесточенная борьба между знатью и гражданами; город беднел и все более и более приходил в упадок. Попытка Кола ди Риенцо в 1347 году возродить древнеримскую республику сначала имела успех, но очень скоро обнаружилась вся эфемерность этой республики, и в 1354 году Риенцо, превратившийся в тирана, был убит. Кардинал Альборнос, как назначенный папой сенатор Рима, к 1362 году окончательно восстановил светскую власть папы. В 1367 году папа Урбан V вернулся в Рим, представлявший тогда картину полного упадка. Великий раскол западной церкви вновь вовлек Рим в борьбу пап и антипап. В городе свирепствовали кровавые распри между семьями Колонна и Орсини; несколько раз город был взят Владиславом Неаполитанским.
Спокойствие в Риме водворилось окончательно лишь при папе Евгении IV (1431—1447). Со времени папы Николая V (1447—1455) Рим, благодаря притягательной силе памятников античной древности и заботам пап, стал центром Возрождения. Начало возведения нового Ватиканского дворца в конце XV века ознаменовало собой очередной расцвет в истории Рима, когда в городе работают выдающиеся мастера эпохи Возрождения и барокко, а на постройку новых и реконструкцию старых задний тратятся весьма значительные средства.

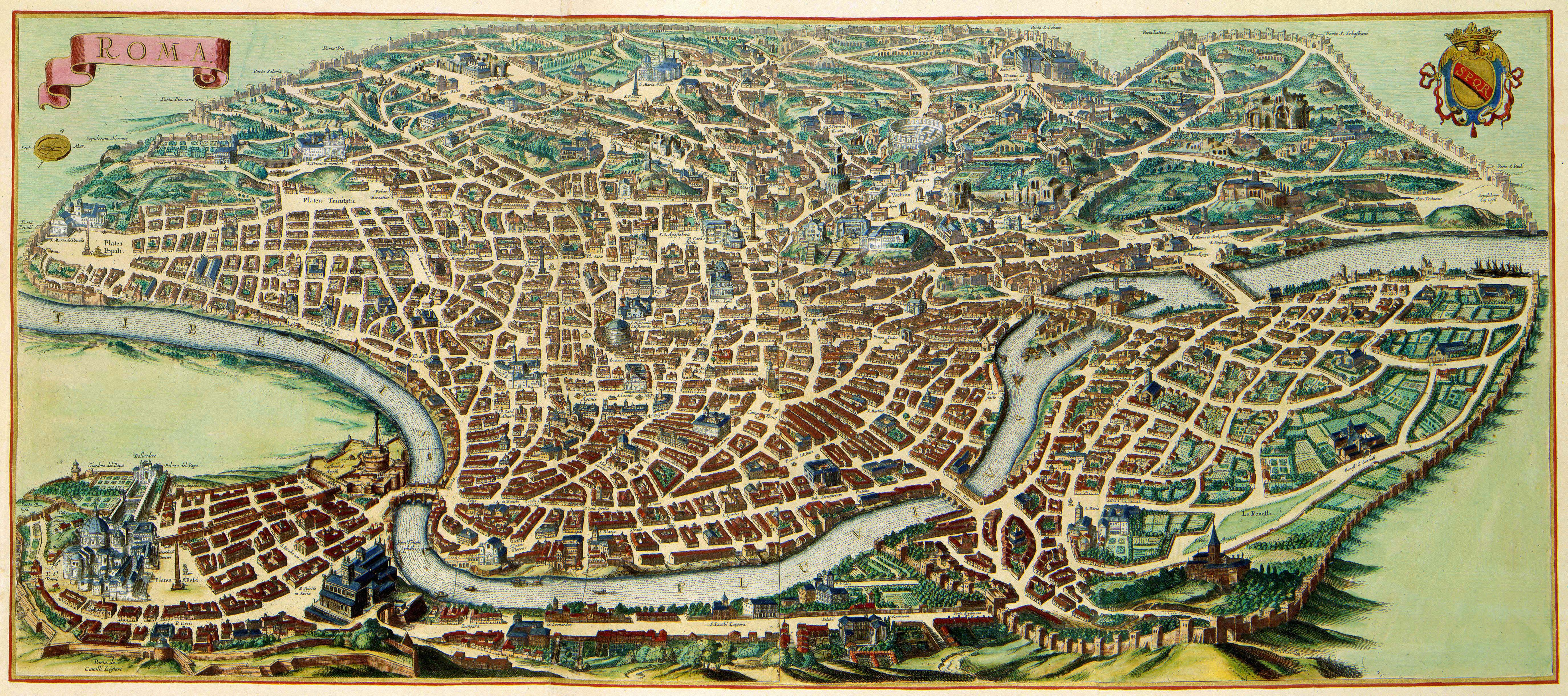
Рим. План города из Атласа начала XVIII века.

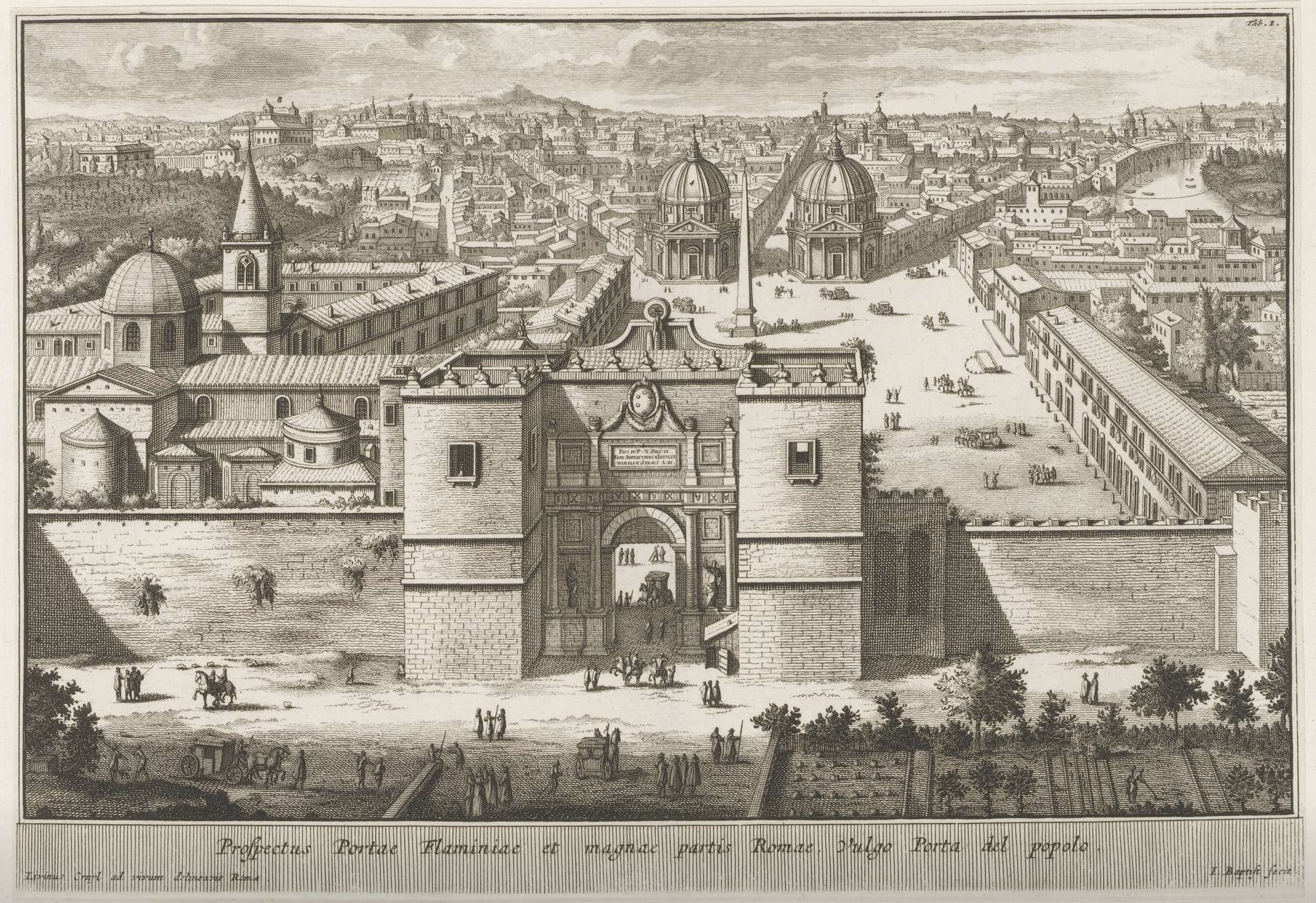
Вид Рима с севера. Ворота Порта-дель-Пополо. 1729 г.

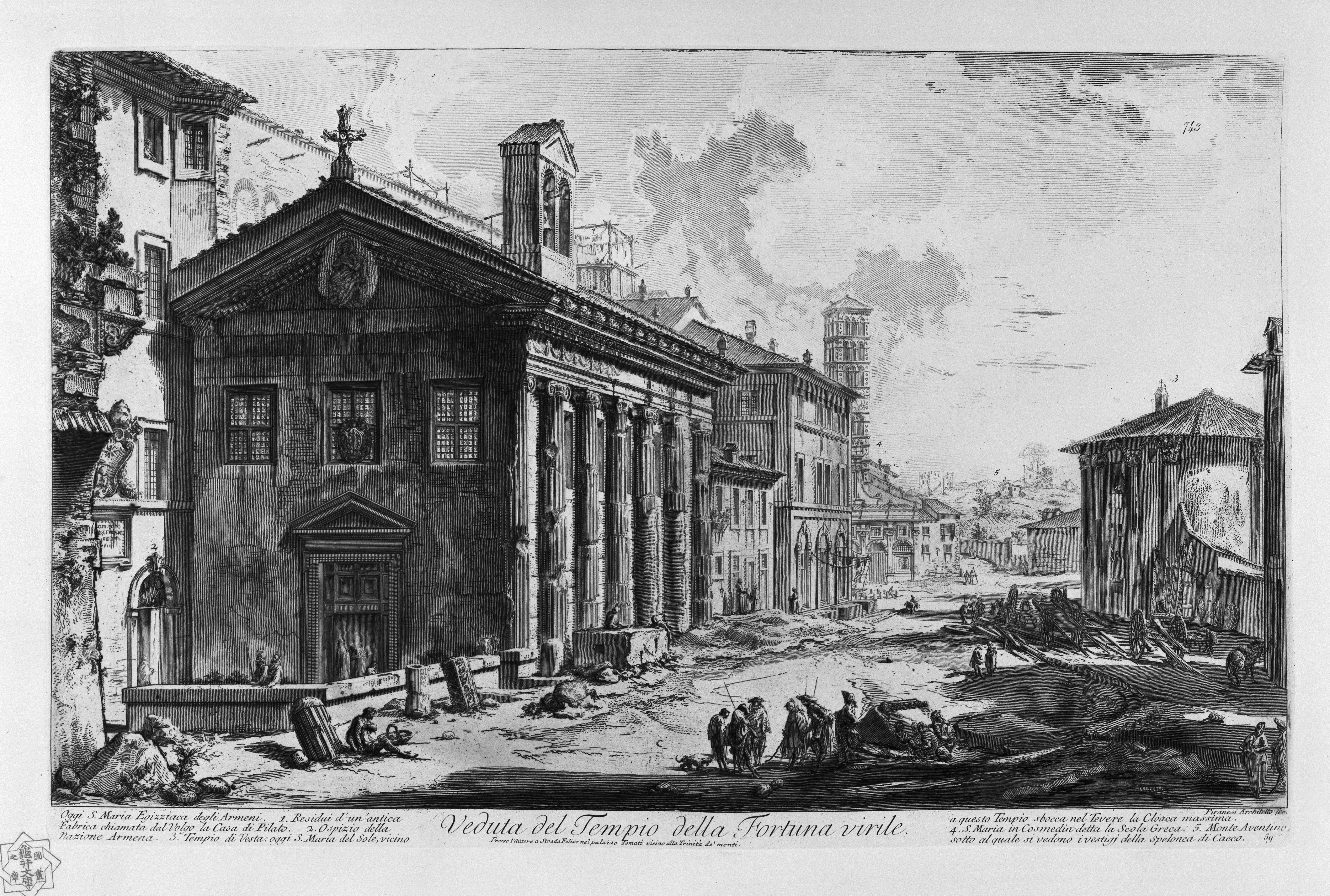
Храм Портуна, превращённый в церковь Santa Maria Egiziaca. Гравюра Пиранези, 1756 г.

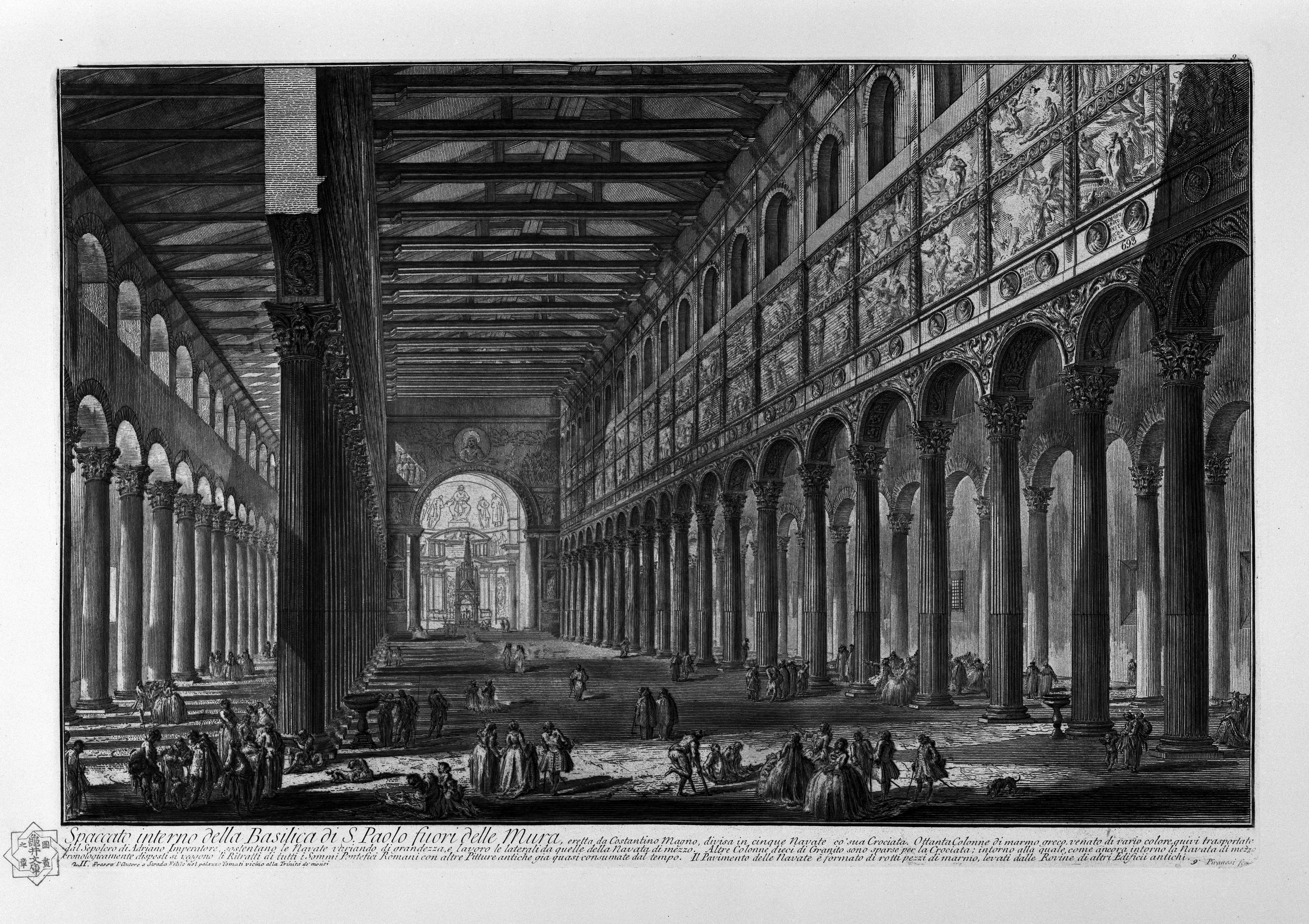
Интерьер базилики Святого Павла за городскими стенами (Пиранези, 1748—1774).

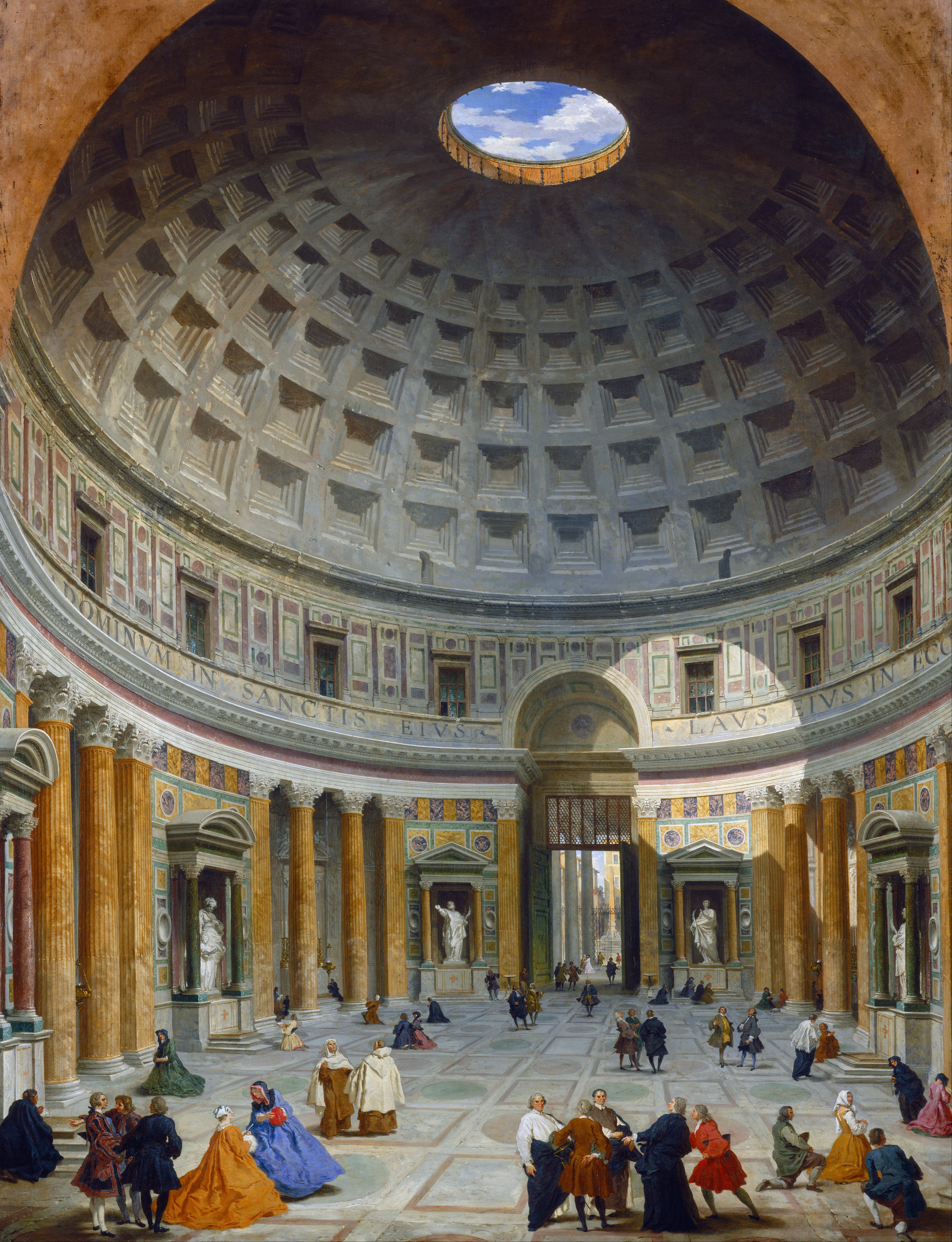
«Интерьер Пантеона». Джованни Паоло Панини, 1719 (?)

В это время складываются важнейшие элементы ансамблей главных площадей Рима:
- площадь Св. Петра со знаменитой колоннадой Бернини (1667), обелиском (1586) и двумя фонтанами Мадерны,
- Капитолийская площадь,
- Квиринальская площадь, с двумя мраморными колоссами (Диоскуры, укрощающие коней),
- площадь Колонна (с колонной Марка Аврелия, посередине улицы Корсо — наиболее оживлённый пункт города),
- площадь Монте-Читорио, перед зданием парламента, с древнеегипетским обелиском,
- площадь Навона, с 3 колоссальными фонтанами и обелиском Бернини (1650),
- Испанская площадь, со знаменитой лестницей (1725) к церкви Сантиссима-Тринита-дей-Монти,
- площадь Треви с одноимённым фонтаном работы Н. Сальви (1762),
- Кампо-дей-Фьори с овощным рынком.

Из храмов в стилях Возрождения и барокко выдаются:
- Сант-Агостино (1479), с фресками (пророк Исаия) Рафаэля и «Мадонной» Сансовино;
- Сант-Андреа-делла-Валле (1591) и Сан-Карло-аи-Катинари (1612) — обе с фресками Доменикино и великолепными куполами;
- Сан-Карло-аль-Корсо (1612);
- Иль-Джезу (Виньола, 1568) — главный иезуитский храм;
- Сант-Иньяцио (1626—75), с фресками Поцци;
- Сан-Джованни-дей-Фьорентини, начатая Сансовино и оконченная Джакомо делла Порта по проекту Микеланджело;
- Сан-Лоренцо-ин-Дамазо (1495);
- Сан-Луиджи-дей-Франчези, главная церковь французских католиков, с фресками Доменикино, построена Джакомо делла Порта (1589);
- Санта-Мария-делл-Анима, главная церковь немецких католиков, построена Джулиано ди Сангалло (1507);
- Санта Мария делла Паче, с сивиллами Рафаэля и расписанной папертью Пьетро да Кортоны;
- Санта-Мария-дель-Пополо (1477), с фресками Пинтуриккио и капеллой Киджи;
- Санта-Мария-ин-Валличелла (называемая также Кьеза Нуова), построена Филиппо Нери в 1550 году, с живописью Рубенса;
- Санта-Мария-делла-Виттория, построена в 1620 году в память сражения под Белой горой, со знаменитой группой св. Терезы (Бернини);
- Сантиссимо-Номе-ди-Мария, в память освобождения Вены от турецкой осады (1683);
- Сант-Онофрио-аль-Джаниколо, с гробницей Тассо;
- Сан-Пьетро-ин-Монторио, главная церковь испанских католиков (1500), с фресками Себастьяно дель Пьомбо; в примыкающем к ней монастырском дворе — ротонда Темпьетто работы Браманте (1502), на предполагаемом месте крестной смерти апостола Петра;
- Сантиссима-Тринита-дей-Монти (1495), с фреской Даниеле да Вольтерры.

Из дворцов:
Ватиканский — резиденция папы; Латеранский; Квиринальский — резиденция папы, затем короля, ныне президента; палата депутатов помещается во дворце Монтечиторио (начат постройкой Бернини в 1650 году, окончен Карло Фонтаной и Маттиа ди Росси, прежде Курия Инноценциа — резиденция папского правительства); дворец Мадама — местопребывание сената; Капитолийский дворец — местопребывание городского управления; дворец папской канцелярии (построен при Сиксте IV); Венецианский дворец (XV в.) — местопребывание австрийского посла при папском престоле. Главные из дворцов римской знати — Барберини, Боргезе, Корсини, Киджи, Одескальки, Дориа-Памфили, Роспильози (знаменитая фреска — «Аврора», Гвидо Рени), Браски (теперь министерство внутренних дел), Каффарели (германское посольство), Фалькониери, Массимо алле колонне (1535, Бальдассаре Перуцци), Скиарра, Маттеи (Мадерны), Спада, новый дворец Пьомбино, с музеем Лудовизи.
Из вилл:

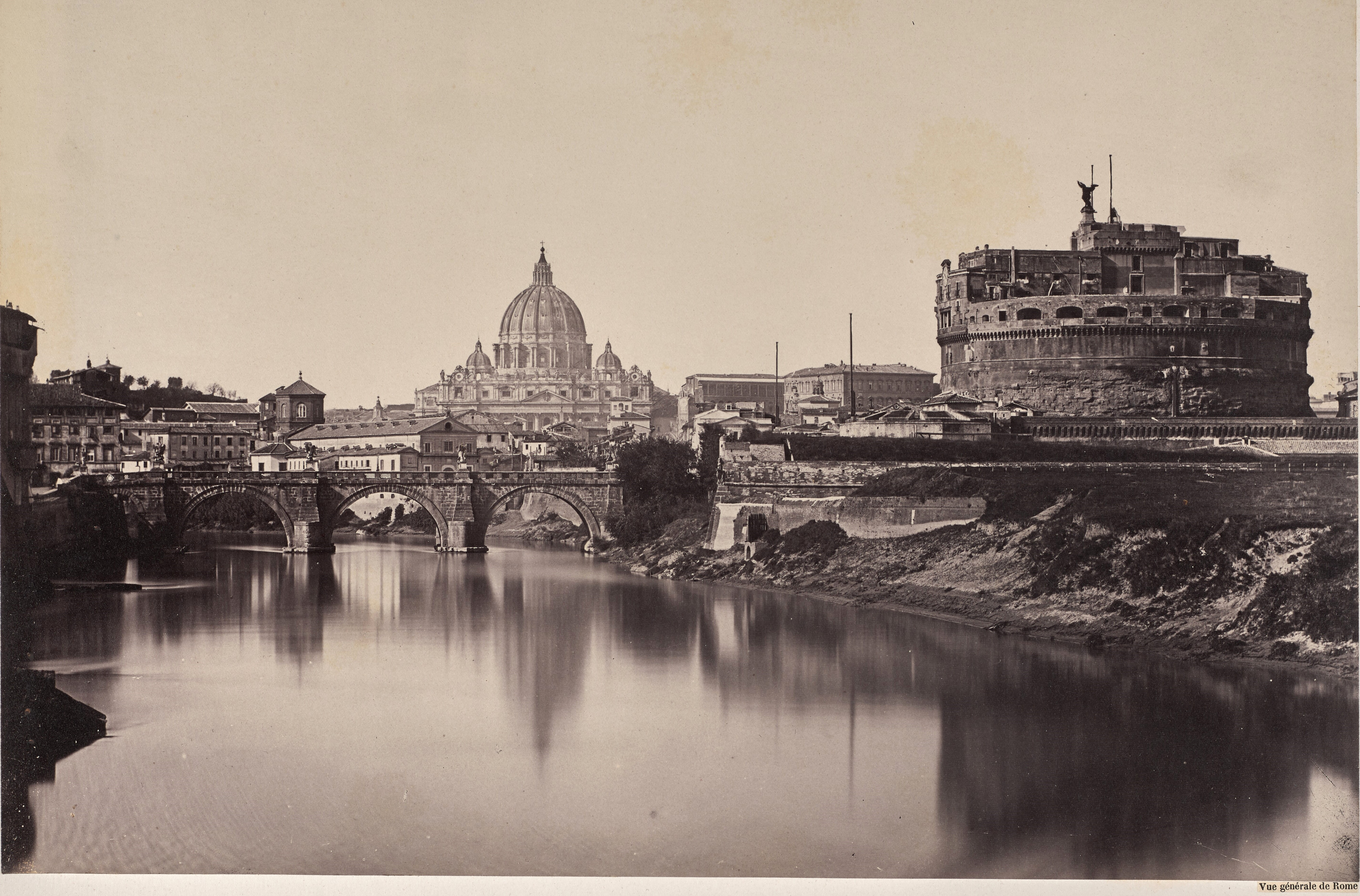
Рим. Вид на замок Св. Ангела и Элиев мост. 1850-е годы.

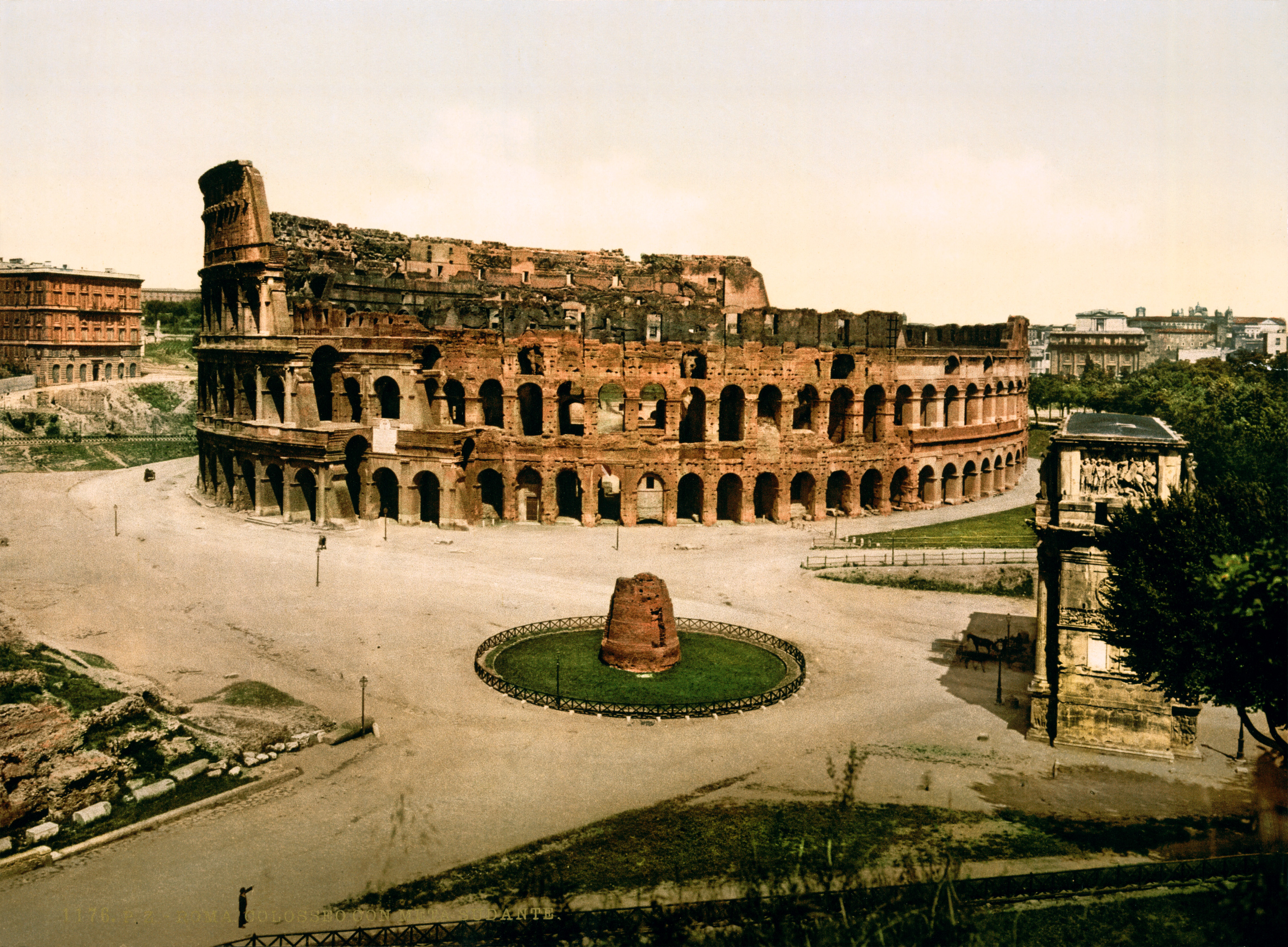
Рим. Колизей и фонтана Мета Суданс. Около 1890 г.

Маттеи на Целийском холме; Медичи на холме Пинчо (построена в 1540 году Аннибале Липпи, принадлежала герцогам тосканским; в 1775 году отсюда вывезены во Флоренцию знаменитые статуи Венеры Медицейской, Ниобид и др.; теперь здесь помещается французская академия художеств); Боргезе у ворот дель Пополо, со знаменитой картинной галереей; Альбани у ворот Салария, с музеем древностей; Торлония; Дориа Памфили, у ворот Святого Панкратия, с огромным парком; Мадама (построена по проекту Рафаэля для кардинала Юлия Медичи, принадлежала Маргарите Пармской (отсюда название), герцогам Фарнезе и королям неаполитанским (теперь в запустении). Знаменитая прежде вилла Лудовизи, между воротами Салария и Пинчиана, разрушена.
В феврале 1798 года французские войска под командованием Бертье заняли Рим. Была провозглашена Римская республика. От папы Пия VI потребовали отречения от светской власти: он отказался, был вывезен из Рима и умер в изгнании. Французы вывозили из Рима произведения искусства. Вскоре, однако, движение австрийского генерала Мака на Рим заставило французов оставить город и 26 ноября 1798 года он был занят войсками неаполитанского короля Фердинанда I. После этого многие республиканцы были казнены. В сентябре 1799 года неаполитанцы оставили Рим, а в 1800 году новый папа Пий VII прибыл в него.
В 1808 году Наполеон I упразднил Папское государство, а Пий VII был вывезен из Рима. Папская область сначала вошла в состав Итальянского королевства, а затем, в 1809 году её территория была присоединена непосредственно к Французской империи как департаменты Тибр и Тразименто. В 1810 году департамент Тибр был переименован в департамент Рим. В 1811 году Наполеон провозгласил римским королём своего новорожденного сына. Эпоха французского владычества была ознаменована значительным развитием городского благоустройства: нищенство было искоренено, много было сделано для освещения улиц. Тогда же стали производить раскопки по строго научному плану.
После поражения Наполеона 2 мая 1814 года Пий VII вернулся в Рим и Папское государство было восстановлено.
Осенью 1848 года в Риме началась революция, папа Пий IX бежал в Гаэту, и 6 февраля 1849 года вновь была провозглашена Римская республика. Но в июле 1849 года Рим был взят французскими войсками под командованием Шарля Удино, и 14 июля Удино формально объявил о восстановлении в Риме папской власти. В апреле 1850 года папа вернулся в Рим. Французский гарнизон покинул Рим только в 1866 году.
20 сентября 1870 года войска Итальянского королевства заняли Рим и он стал столицей королевства.

## Рим после 1871 года

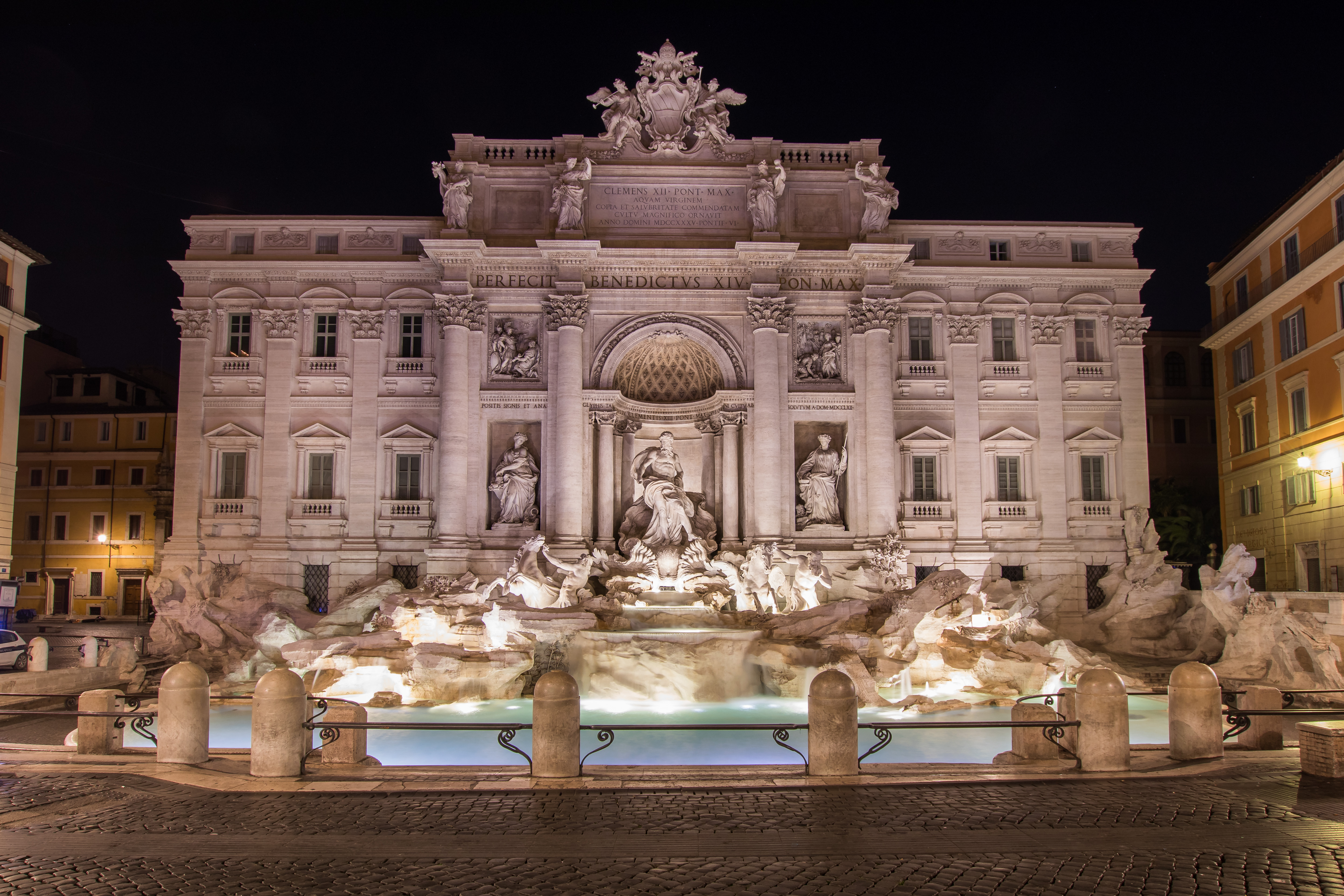
Рим. Фонтан Треви.

20 сентября 1870 года Королевская итальянская армия взяла Рим штурмом. Внешний вид города стал сильно изменяться с объявлением в 1871 году Рима столицей Итальянского королевства. Переселение в Рим двора, высших государственных учреждений, министерств и суда вызвало оживлённую строительную деятельность. Для помещения новых учреждений перестраивались секуляризованные монастыри и воздвигались новые здания. Ввиду ожидавшегося притока населения спроектирована была новая часть города, на северо-восток от Тибра. Пустовавшие прежде Виминальский и Эсквилинский холм стали быстро покрываться новыми улицами. Строительная деятельность, поддерживаемая специальными банками, приняла лихорадочно-спекулятивный характер. В старинных, с узкими и кривыми улицами частях города прорубались широкие, удобные для движения улицы. Еврейский квартал был уничтожен в 1887 году. Тибр заключён в отвесных стенах; спроектированы широкие и красивые набережные. Построено несколько мостов и спроектирован ряд других, монументальных. У замка св. Ангела, на месте виллы Лудовизи, на Монте Тестаччио, на Прати ди С. Козимати, возникли новые, обширные кварталы. Эта строительная деятельность вызвала со стороны археологов обвинение в «разрушении Рима».
В 1922 году состоялся марш на Рим итальянских фашистов. В 1929 году в результате Латеранских соглашений на территории Рима было образовано государство Ватикан.
Во время Второй мировой войны Рим, в отличие от многих европейских городов, в целом избежал разрушений, однако подвергся немецкой оккупации в 1943—1944 годах и был освобождён англо-американскими войсками 4 июня 1944 года.